# Caffè
Il caffè è una bevanda ottenuta dai semi macinati di alcuni alberelli tropicali appartenenti al genere Coffea, parte della famiglia delle Rubiacee, un gruppo di angiosperme che comprende oltre 600 generi e 13 500 specie. Sebbene all'interno del genere Coffea ne siano state identificate e descritte oltre 100, commercialmente le diverse specie di origine sono presentate come diverse varietà di caffè; le più diffuse sono l'arabica e la robusta.
Attualmente è la bevanda più diffusa nel mondo e a livello di valore economico è la merce più scambiata dopo i prodotti petroliferi.

## Etimologia
La parola caffè entrò nella lingua italiana tramite il vocabolo in turco ottomano قهوه, kahve, derivante dalla parola in arabo قهوة‎?, qahwah.

Distribuzione dei nomi del caffè in Europa

Qahwah si riferiva originariamente a un tipo di vino. Etimologicamente viene proposta dai lessicografi come una derivazione del verbo qahā (in arabo قها‎?, "mancanza di fame") per via della reputazione anoressizzante della bevanda. Potrebbe essere anche una traccia alternativa del quwwa (in arabo قوة‎?, "potenza, energia") o di Kaffa, il regno medioevale etiope da dove l'arbusto fu esportato in Arabia, oggi assimilabile alla zona di Kefa.
Il nome qahwah generalmente non è usato per la bacca o il frutto della pianta (in arabo بن‎?, bunn; nella lingua oromonica būn). Le lingue semitiche avevano la radice ghh, "colore scuro", adottata poi per designare per la bevanda; secondo questa analisi, la forma femminile qahwah (che significa anche "di colore scuro, opaco, arido, acerbo") fu probabilmente scelta in parallelo al khamr (in arabo خمر‎?, "vino", di genere femminile) e originariamente significava "buio" (o "nero").

## Storia

### Leggenda sulla scoperta
Fino al XIX secolo non era certo quale fosse il luogo di origine della pianta del caffè e, oltre all'Etiopia, si ipotizzava la Persia e lo Yemen. 
Pellegrino Artusi, nel suo celebre manuale La scienza in cucina e l'arte di mangiar bene, sosteneva che il miglior caffè fosse quello di Mokha (città nello Yemen) e che questo indizio permette di individuarne il luogo d'origine.
Esistono molte leggende sull'origine del caffè. La più conosciuta parla di un pastore chiamato Kaldi che portava a pascolare le capre in Etiopia. Un giorno, incontrando una pianta di caffè, queste cominciarono a mangiarne le bacche e a masticarne le foglie. Arrivata la notte, anziché dormire, si misero a vagabondare con energia e vivacità mai manifestata fino ad allora. Il pastore ne intuì la ragione e abbrustolì i semi della pianta, li macinò e ne fece un'infusione, ottenendo il caffè.

### Diffusione in Medio Oriente, Europa e America
Nel XV secolo la bevanda a base di caffè si estese fino a Damasco, al Cairo e persino a Istanbul, dove si consumava nei luoghi d'incontro dell'epoca e dove il kahvecibaşı ("capo caffettiere") era un personaggio importante della corte del sultano.
Nella sua opera Sylva sylvarum, pubblicata postuma nel 1627, Francis Bacon fornisce per primo una descrizione di questi locali, in cui i turchi siedono a bere caffè, e li paragona alle taverne europee.
I primi a descrivere in Europa la pianta di caffè furono in Germania il botanico Léonard Rauwolf, con un libro pubblicato nel 1583, in Italia la Scuola Medica Salernitana, dove la pianta fu utilizzata per le sue proprietà medicinali tra il XIV e il XV secolo, e il vicentino Prospero Alpini nel suo libro De Medicina Aegyptiorum del 1591. Nella rappresentazione di Alpini mancano però le bacche, che furono descritte in Europa solo nel 1605 da Charles de L'Écluse, direttore del giardino botanico di Vienna.
Il caffè fu introdotto in Europa nel XVI secolo sull'isola di Malta, parte del Regno di Sicilia, attraverso gli schiavi turchi imprigionati dai cavalieri di San Giovanni nel 1565, l'anno del Grande assedio di Malta, che lo usavano per preparare la loro bevanda tradizionale. Domenico Magri li menzionò nella sua opera Virtu del Kafé: "Turchi, abilissimi artefici di questo intruglio". Il viaggiatore tedesco Gustav Sommerfeldt nel 1663 descrisse "l'abilità e l'operosità con cui i prigionieri turchi guadagnano del denaro, specialmente preparando il caffè, una polvere simile al tabacco da fiuto, con acqua e zucchero". Il caffè era popolare nell'alta società maltese, e vennero aperte molte caffetterie.
Successivamente il caffè arrivò a Napoli tramite navi provenienti da Malta. Altre testimonianze dell'uso del caffè a Napoli risalgono al 1614, quando il compositore, esploratore e musicologo Pietro Della Valle inviò dalla Terra Santa al caro amico, medico, poeta Mario Schipano e al suo circolo di intellettuali notizie di una bevanda chiamata kahve. Gli arabi musulmani preparavano l'infuso in pentole calde.
Per i suoi rapporti commerciali in Vicino Oriente, Venezia fu una delle prime città a diffondere la bevanda e a far uso del caffè in Italia, forse fin dal XVI secolo; alcune botteghe del caffè furono aperte a Venezia nel 1645. Nell'Italia centrale si diffuse nei secoli successivi: il medico e letterato Francesco Redi nel suo Bacco in Toscana cantava: 
"Beverei prima il veleno/Che un bicchier, che fosse pieno/Dell'amaro e reo caffè".

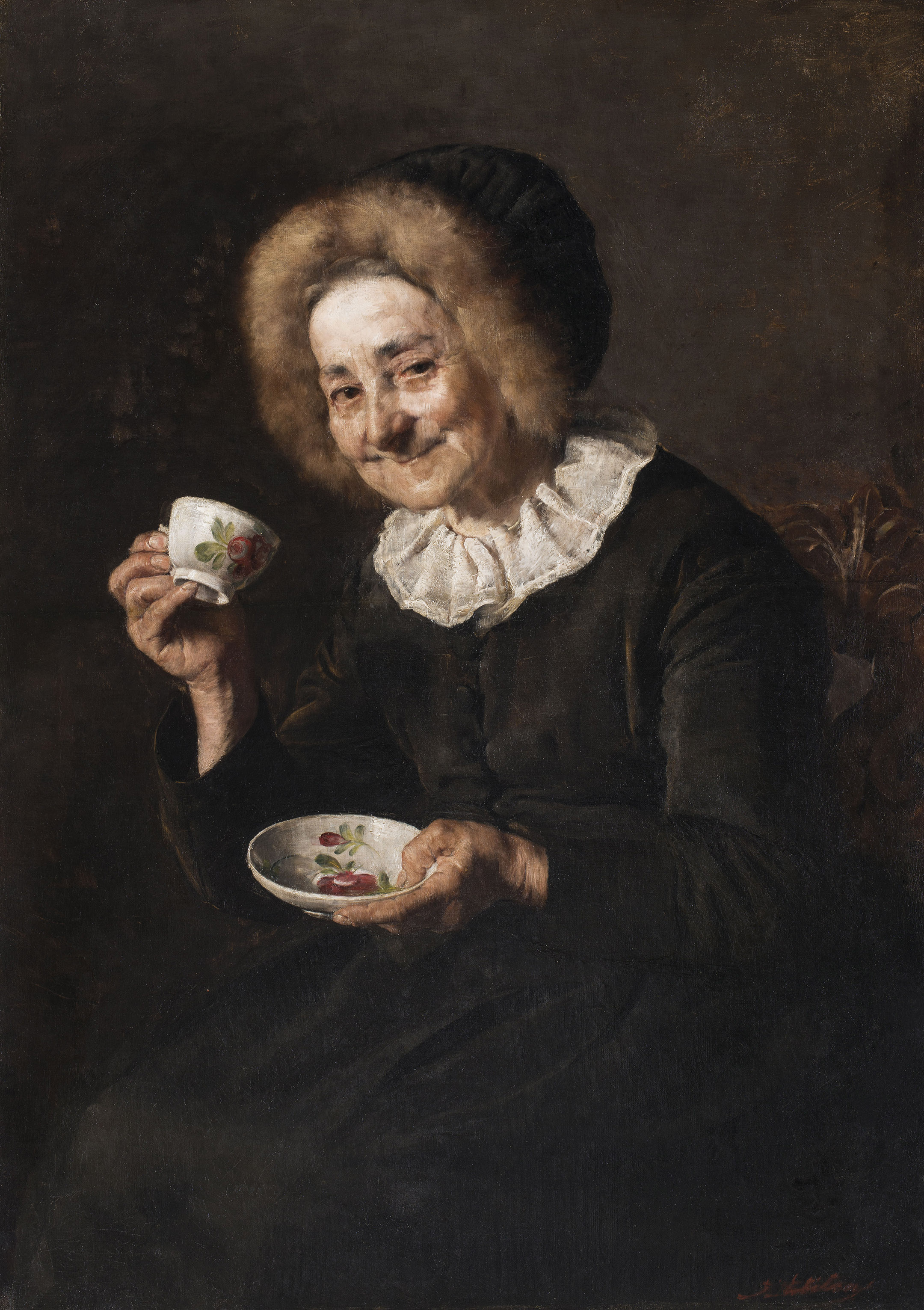
Kofetarica (la bevitrice di caffè) del 1888 di Ivana Kobilca (1861-1926), Museo nazionale di Lubiana

Nel XVII secolo a Londra e a Parigi una libbra di caffè veniva pagata fino a 40 scudi. Verso il 1650 cominciò a essere importato e consumato nel Regno Unito, e si aprirono i primi caffè (intesi come circoli e bar e detti in inglese coffeehouse), ad esempio a Oxford e Londra. Nel 1663 nel Regno Unito vi erano 80 coffeehouse, il cui numero crebbe vertiginosamente fino a superare 3.000 nel 1715. I caffè divennero presto luoghi di nascita e diffusione di idee liberali ed erano frequentati da letterati, politici e filosofi. Nel 1670 aprì il primo caffè a Berlino e nel 1686 a Parigi. Nel 1671 Antonio Fausto Naironi (nome italianizzato dell'ecclesiastico libanese Mehrej Ibn Nimrûm) pubblicò a Roma il primo testo stampato in Italia dedicato al caffè.
Nel 1684 Franciszek Jerzy Kulczycki, soldato delle truppe del re polacco Jan III Sobieski, giunto in Austria per salvare Vienna dall'assedio dei turchi, dopo la liberazione della città vi aprì la prima bottega del caffè. Utilizzò all'inizio i sacchi di caffè abbandonati dall'esercito ottomano in fuga.
Nel Settecento ogni città d'Europa possedeva almeno un caffè. Le residenze nobiliari erano spesso dotate di appositi edifici destinati al consumo del caffè e della cioccolata in tazza, le kaffeehaus, ispirate a quelle dei giardini reali di Sassonia. 
Nel 1689 venne inaugurato il primo caffè negli USA, a Boston, denominato London Coffee House. Seguì il The King's Arms, aperto a New York nel 1696.
Il caffè incominciò a essere coltivato su larga scala nelle colonie britanniche e olandesi (in Indonesia). La Compagnia olandese delle Indie Orientali avviò la coltivazione già nell'ultimo decennio del XVII secolo a Giava, utilizzando semi provenienti dal porto di Mocha, nello Yemen. Nel 1706 alcune piantine di caffè vennero trasferite da Giava al giardino botanico di Amsterdam; da lì nel 1713 una pianta raggiunse la Francia.
Nel 1720 Gabriel de Clieu, ufficiale della marina francese, salpò alla volta dei Caraibi con due piantine di caffè; una sopravvisse e arrivò alla colonia francese della Martinica. Da lì, nei decenni seguenti, le piante si diffusero rapidamente in tutto il Centroamerica: a Saint-Domingue (1725), Guadalupa (1726), nella Colonia della Giamaica (1730), nella Capitaneria generale di Cuba (1748) e a Porto Rico (1755).
Nello stesso periodo, precisamente nel 1718, gli olandesi portarono il caffè in un'altra loro colonia, la Guiana Olandese (attuale Suriname), da cui nel 1719 entrò nella Guyana francese e di qui penetrò nella Colonia del Brasile, dove nel 1727 vennero create le prime piantagioni. L'industria nelle colonie dipendeva esclusivamente dalla schiavitù, abolita solo, peraltro formalmente, nel 1888.
Fu Carlo Linneo, botanico svedese a cui si deve la diffusione del sistema di classificazione degli organismi in genere e specie, a proporre per primo il genere Coffea nel 1737.
Nel 1771, in Svezia, il re Gustavo III volle verificare scientificamente se il caffè giovava o meno alla salute. Si servì di due gemelli detenuti per omicidio. Commutata la pena di morte in ergastolo, impose la consumazione di tre tazze di caffè al giorno a uno e di tre tazze di tè all'altro. Il primo a morire fu il gemello costretto a bere il tè: si spense a 83 anni, mentre non è nota la data di decesso dell'altro.
Celebrato dall'arte, dalla letteratura, dalla musica e dalla vita mondana napoletana, il caffè divenne subito protagonista a Napoli, dove veniva preparato con grande cura nella "cuccumella", la tipica caffettiera a filtro napoletana derivata dall'invenzione del parigino Morize nel 1819. Gli artigiani napoletani la conobbero quando attraverso le rotte commerciali marittime fu portata al porto di Napoli. L'approccio dei napoletani al caffè come a una bevanda sociale si evince dalla pratica del "caffè sospeso" (l'atto di pagare in anticipo un caffè che potrà consumare uno dei clienti successivi), definito dal napoletano Luciano De Crescenzo come un caffè "dato da un individuo all'umanità".

## Caffeicoltura

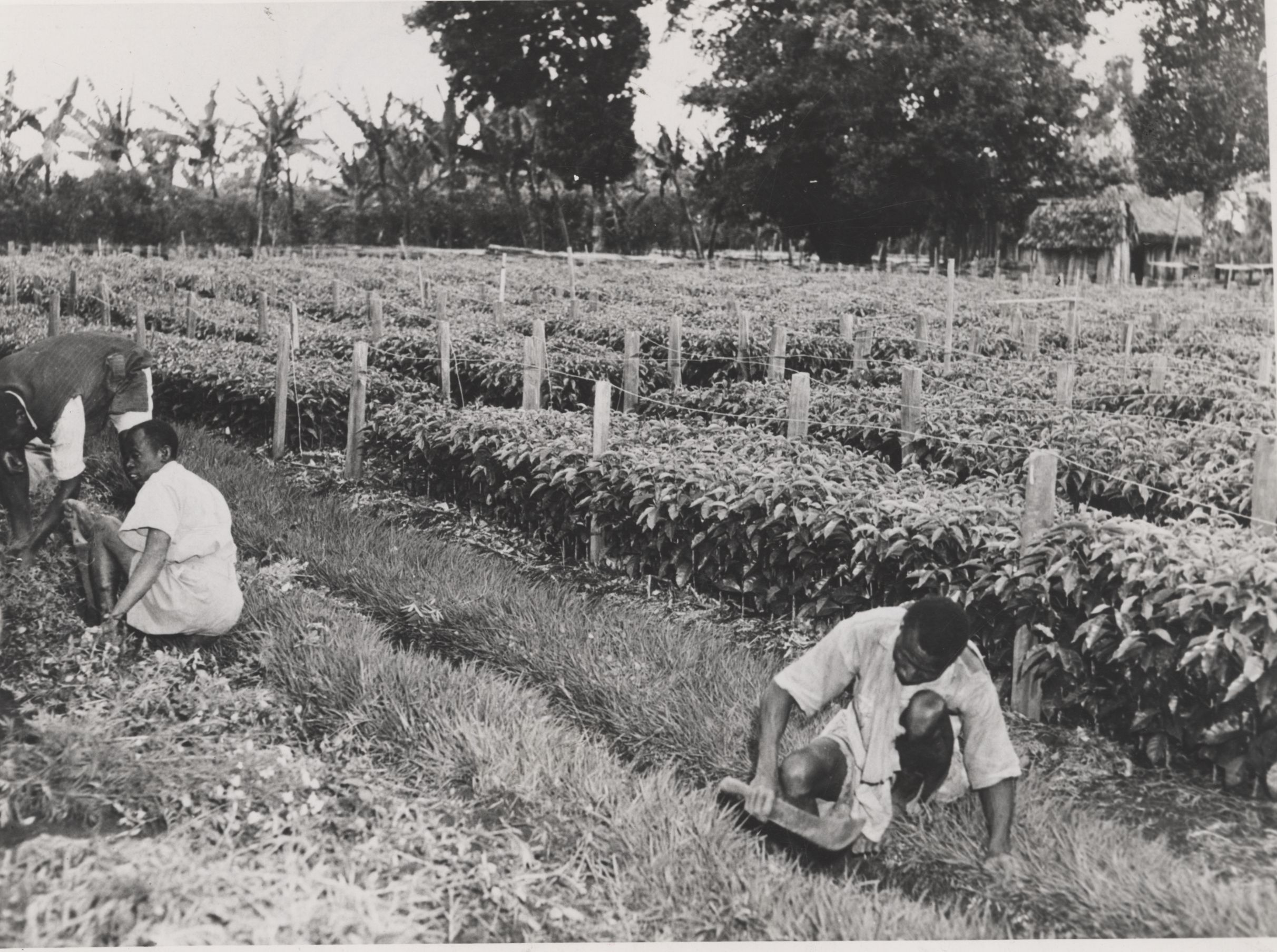
Vivaio di piante di caffè a Karatina in Kenya, aperto nel 1949, che conta nel 1955 più di 80000 piantine di caffè

La coltivazione del caffè, ovvero la caffeicoltura, costituisce un'attività molto rilevante nell'economia nazionale per molti Stati, ad esempio Brasile, Costa Rica, Cuba, El Salvador, Etiopia, Guatemala e Messico.

### Specie coltivate

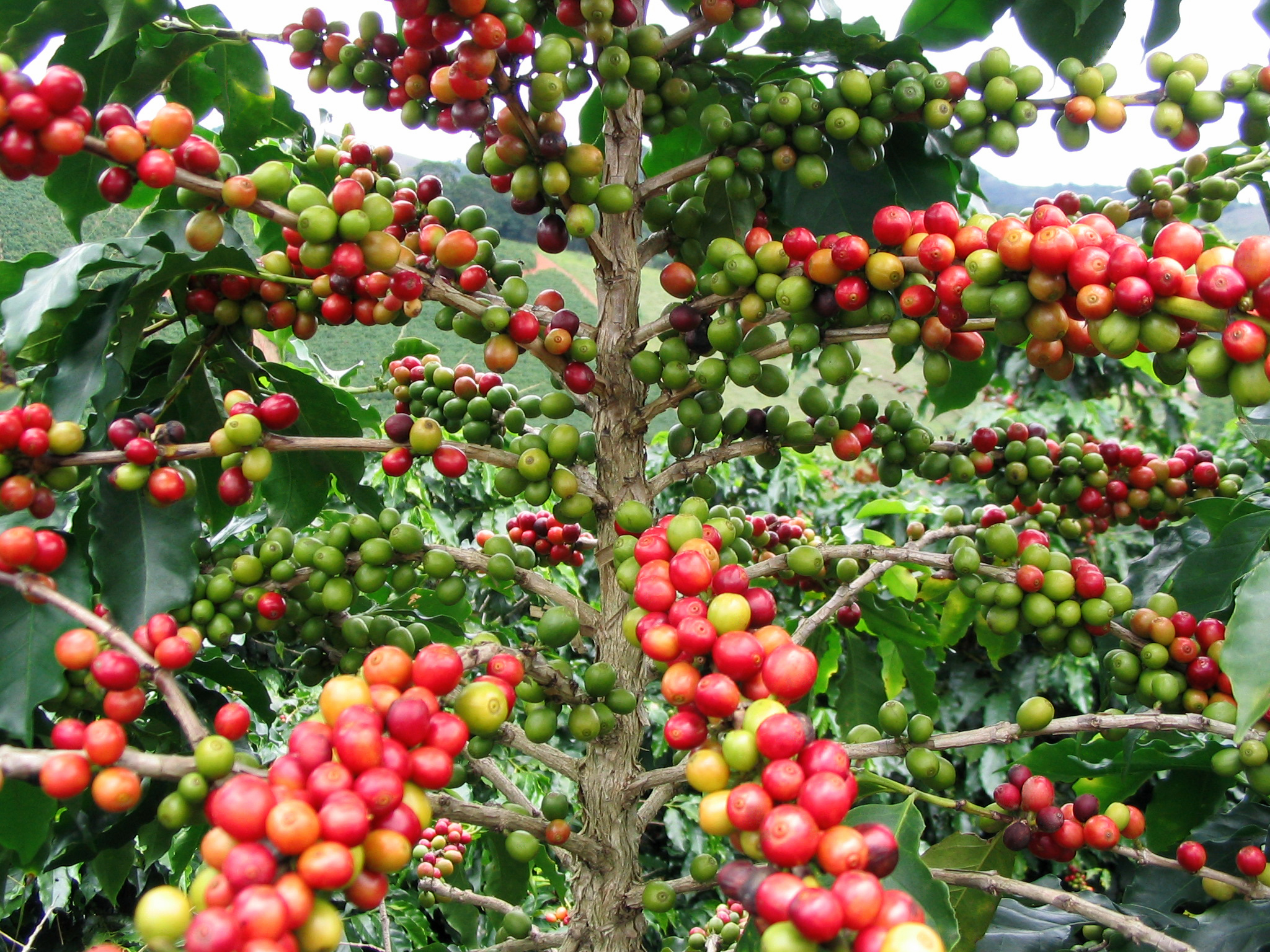
Pianta di Coffea arabica in Brasile con frutti in diversi stadi di maturazione.

Le specie di caffè coltivate su grande scala sono tre: Coffea arabica, Coffea canephora e, in minor misura, Coffea liberica. Una decina vengono coltivate localmente.
Le specie differiscono per gusto, contenuto di caffeina e adattabilità a climi e terreni diversi da quelli originari. Tutte le specie coltivate esistono ancora allo stato selvatico nelle zone d'origine. Sono state create anche molte nuove varietà.

#### Specie principali

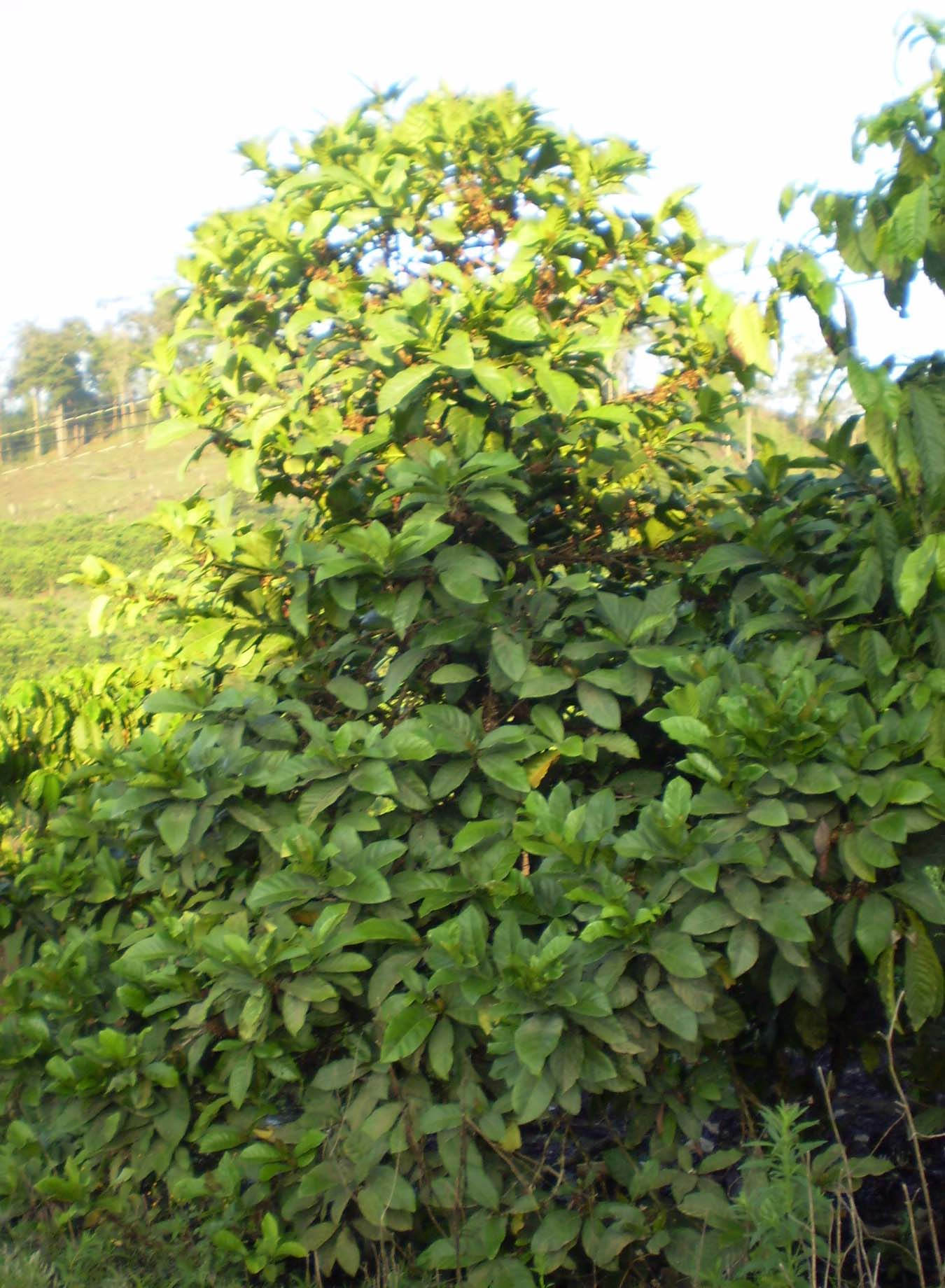
Albero di Coffea liberica fotografato in Vietnam

Arabica
La specie che è stata usata per prima è Coffea arabica, originaria dell'Etiopia (dove il caffè viene chiamato buna), del Sudan sud-orientale e del Kenya settentrionale, in seguito diffusasi nello Yemen, luogo in cui si ebbero le prime tracce storiche del consumo della bevanda (nel 1450 tra i seguaci del sufismo).
I semi di Coffea arabica hanno un contenuto di caffeina molto più basso delle altre specie diffuse. A differenza delle altre, è autoimpollinante, cioè autogama. Inoltre predilige coltivazioni ad alta quota (tra 1 000 e 2 000 metri). La coltivazione di Coffea arabica fuori dei territori d'origine è incominciata molto presto, ad esempio in Indonesia nel 1699.
Robusta
Molto coltivata oggi è Coffea robusta (o Coffea canephora, nome considerato scientificamente più corretto ma poco usato commercialmente). È una specie originaria dell'Africa tropicale, tra l'Uganda e la Guinea, molto adattabile (cresce anche a quote inferiori ai 700 metri) e perciò più economica. La coltivazione è iniziata solo nell'Ottocento. È una pianta allogama, quindi richiede impollinazioni incrociate che la portano alla differenziazionee genetica con più facilità dell'arabica.
Liberica
Tra le specie di coltura meno diffuse, la più importante è Coffea liberica, originaria della Liberia e coltivata, oltre che in Africa occidentale, soprattutto in Indonesia e nelle Filippine.
Excelsa
Nel 1903 è stata scoperta in Africa una nuova specie di alberi del caffè, battezzata con il nome di Coffea excelsa. Successivamente i botanici hanno ritenuto che fosse in realtà solo una varietà di Coffea liberica, e il suo nome scientifico corretto è quindi Coffea liberica var. dewevrei.
La varietà continua a essere chiamata Excelsa da coltivatori e commercianti ed è considerata molto promettente.

#### Specie minori (solo alcune)
Charrieriana
Coffea charrieriana, originaria del Camerun, è priva di caffeina.
Mauritiana
Coffea mauritiana è il caffè marrone delle Mauritius e della vicina Riunione.
Racemosa
Coffea racemosa, originaria del Mozambico, perde le foglie durante la stagione secca.
Stenophylla
Coffea stenophylla è originaria dell'Africa occidentale, dove viene coltivata localmente (Liberia, Sierra Leone, Costa d'Avorio). È resistente alla siccità. Il profumo è stato paragonato a quello del tè, il sapore non è gradito a tutti i palati.

### Zone di produzione

Distribuzione geografica della coltivazione del caffè: (r) specie robusta, (a) specie arabica, (m) entrambe

Indicativamente le zone di produzione sono rappresentate dalla seguente mappa; dati più precisi possono essere trovati sul sito dell'International Coffee Organization (ICO). Secondo le statistiche ivi riportate, i maggiori produttori mondiali sono, nell'ordine: il Brasile, il Vietnam, la Colombia e l'Indonesia. Seguono, in ordine variabile secondo le annate, Messico, Guatemala, Honduras, Nicaragua, El Salvador, Etiopia, India, Ecuador.

## Produzione
| I 10 maggiori produttori di caffè nel 2018 | I 10 maggiori produttori di caffè nel 2018 |
| Paese                                      | Produzione (tonnellate)                    |
| ------------------------------------------ | ------------------------------------------ |
| Brasile                                    | 3 556 638                                  |
| Vietnam                                    | 1 616 307                                  |
| Indonesia                                  | 722 461                                    |
| Colombia                                   | 720 634                                    |
| Honduras                                   | 481 053                                    |
| Etiopia                                    | 470 221                                    |
| Perù                                       | 369 622                                    |
| India                                      | 326 982                                    |
| Guatemala                                  | 245 580                                    |
| Uganda                                     | 211 200                                    |
| Mondo                                      | 10 303 122                                 |

## Raccolta

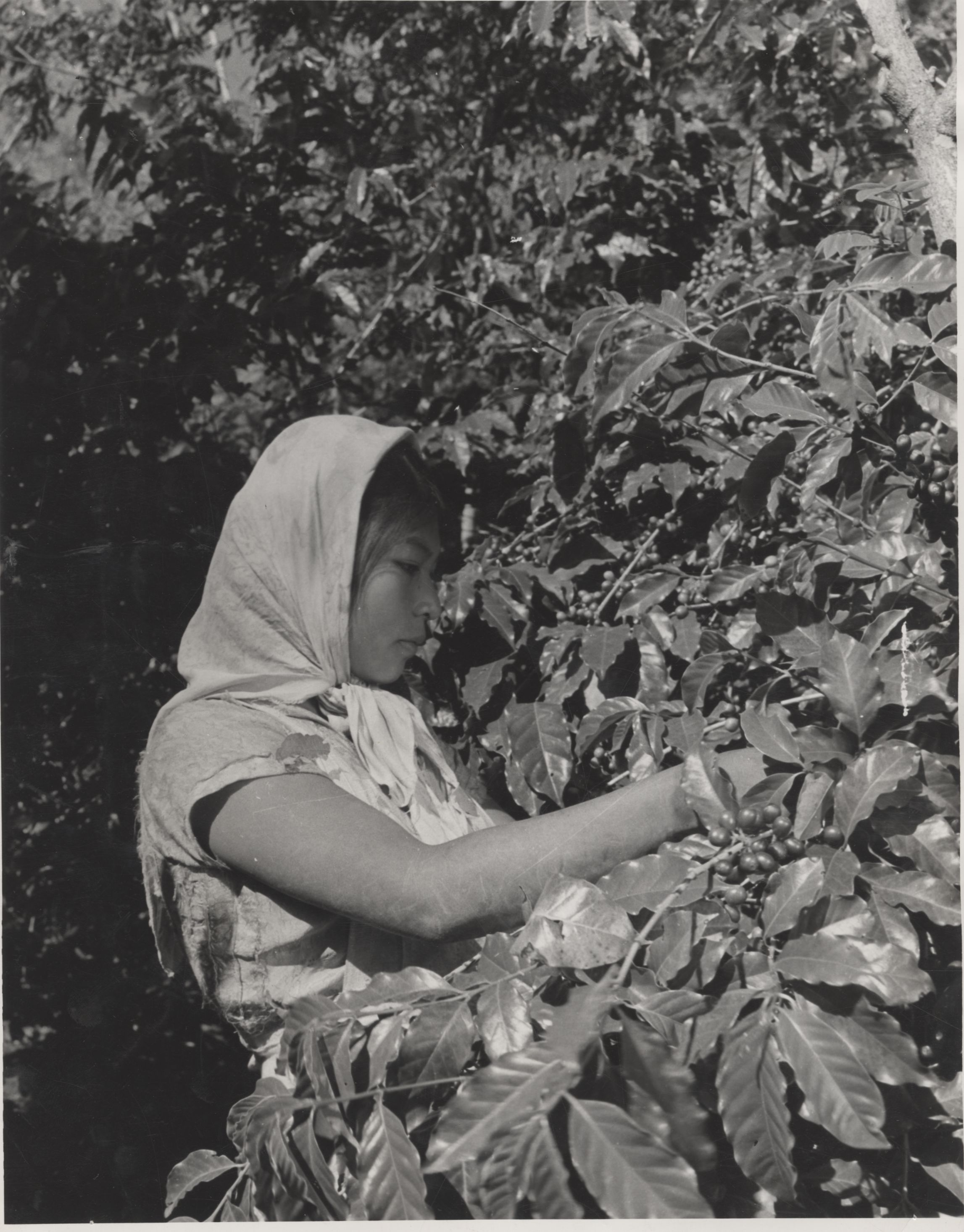
Raccolta manuale dei chicchi maturi

L'uniformità del clima che caratterizza i paesi tropicali fa sì che le piante siano sempre verdi e fruttifichino a ciclo continuo; la fioritura (e la conseguente fruttificazione) non dipende dall'aumento di temperatura primaverile, come avviene nei nostri paesi, ma deriva dalle piogge: quanto più sono copiose, tanto più saranno numerose le fioriture.
La raccolta dei frutti può essere manuale o meccanica; quest'ultima si effettua con macchine apposite che scuotono la pianta e prelevano le bacche da terra. La raccolta manuale avviene in due modi: picking oppure stripping.
Il picking prevede che i lavoratori passino più volte per la piantagione raccogliendo solo le bacche mature e sane; è il sistema migliore, anche se meno usato per gli alti costi.
Lo stripping consiste nell'attendere che la maggioranza dei frutti sia giunta a maturazione, poi si raccolgono in una sola volta tutte la bacche presenti, a prescindere dal grado di maturazione. Con lo stripping si ottiene un prodotto non omogeneo, non selezionato, con una qualità finale inferiore, ma raccolto rapidamente e quindi con un costo molto più basso.

## Lavorazione

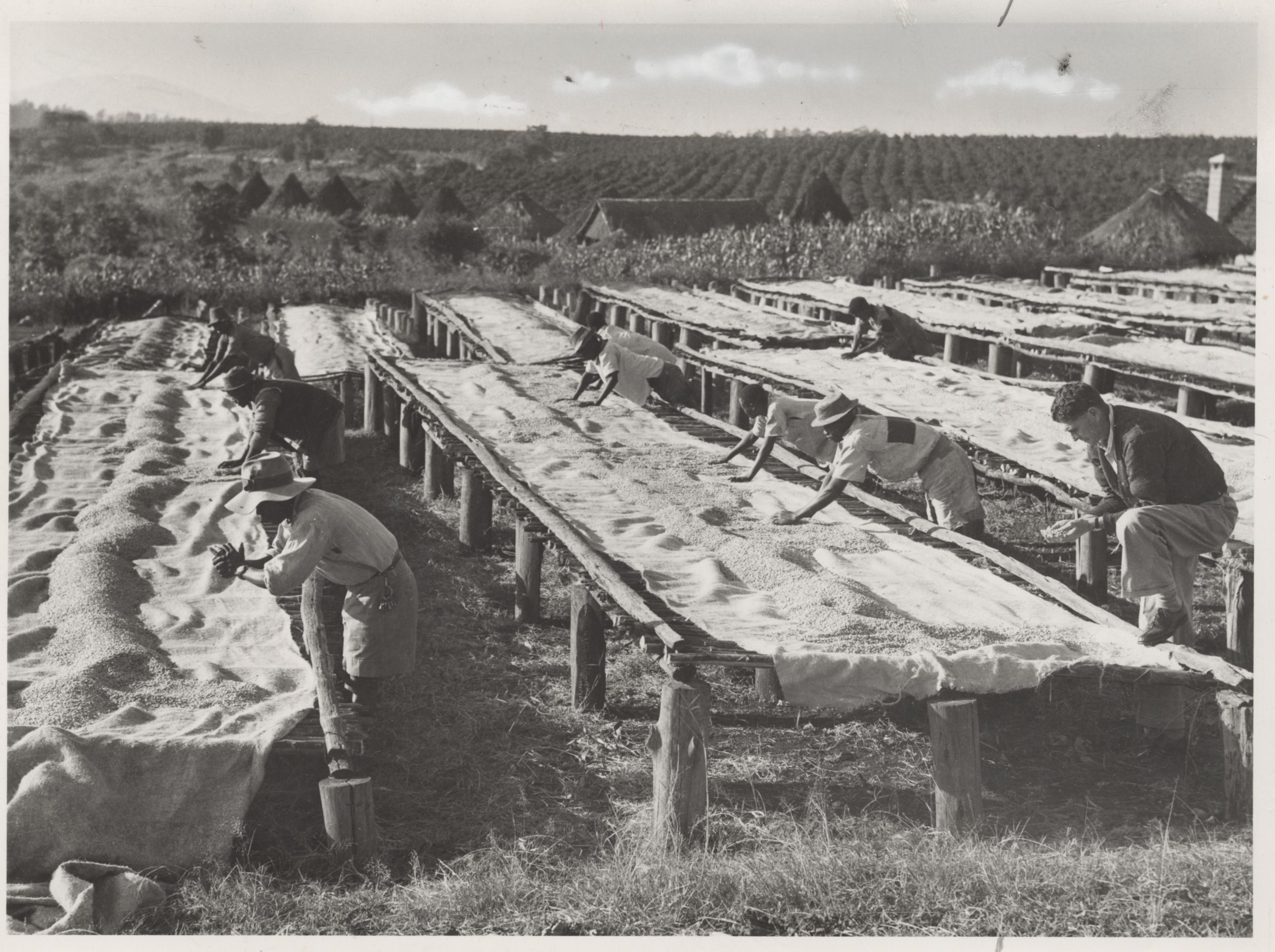
Essiccazione dei chicchi di caffè

Dopo la raccolta è importante estrarre i chicchi dal frutto entro pochi giorni, altrimenti si deteriorano; per far ciò si può operare il trattamento a secco o il trattamento in umido.
Nel trattamento a secco i frutti si fanno essiccare stendendoli al sole e muovendoli più volte per evitare la fermentazione; l'operazione può essere eseguita anche in essiccatoi, con un risultato più rapido e sicuro, ma qualitativamente inferiore. Quando la polpa è secca, si effettua la snocciolatura: si fanno passare le bacche in una macchina decorticatrice che spezza la buccia e il pergamino, liberando i chicchi. Al termine si fa la setacciatura, che prevede la separazione e contemporanea selezione: con macchine setacciatrici si separano i chicchi da buccia e polpa, poi si dividono per grandezza. Il caffè così prodotto si chiama naturale o non lavato.

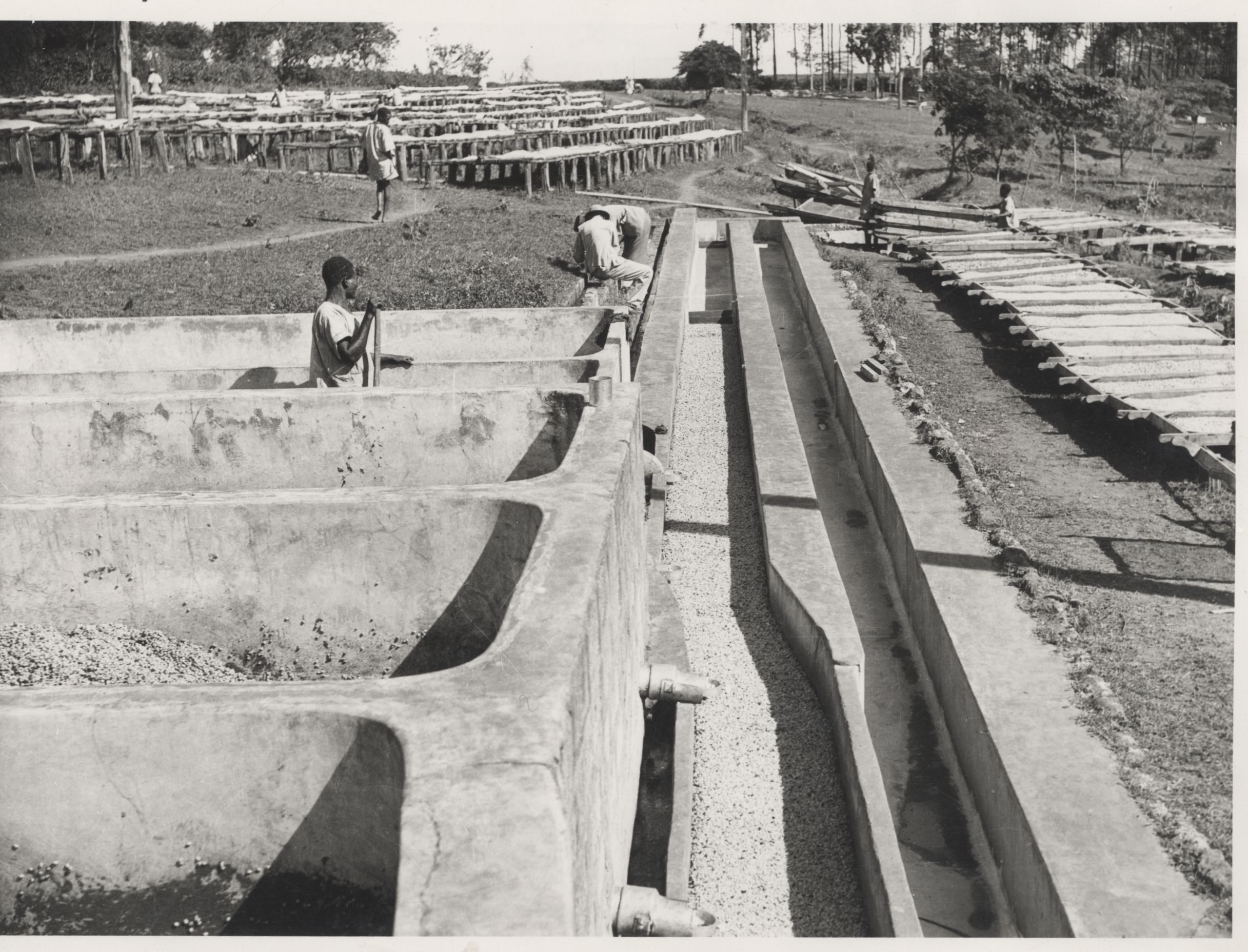
Vasche per la fermentazione dei chicchi di caffè

Nel trattamento in umido i frutti dopo la raccolta subiscono la spolpatura: passano attraverso macchine spolpatrici che, in un flusso continuo di acqua, rompono buccia e polpa, liberando i semi. Questi, ancora ricoperti da mucillagine di polpa e pergamino, vengono avviati alla fermentazione, lasciandoli in vasche con acqua per 1-3 giorni, in modo che la mucillagine fermenti e si decomponga. Di seguito i chicchi vengono lavati dentro piccoli canali e poi essiccati al sole o in essiccatoi. Terminato l'essiccamento, come per il caffè naturale, vengono sottoposti alla snocciolatura, durante la quale le macchine decorticatrici spezzano il pergamino senza danneggiarli, e alla setacciatura, con macchine setacciatrici che li selezionano e dividono per dimensione. Il caffè così ottenuto si chiama lavato. Il caffè lavato è raccolto di solito mediante picking, affinché tutti i frutti siano maturi e con la polpa tenera, che permette di liberare i semi dalla polpa, di lavorare semi della stessa dimensione e di non rovinarli con le macchine durante la spolpatura. Questo metodo necessita di molta acqua ed è più lungo e costoso, ma il prodotto ha una qualità migliore, e le partite sono più omogenee e costanti.
C'è anche un terzo metodo di lavorazione, a metà strada tra il trattamento a secco e il trattamento in umido. Attraverso questo metodo, i frutti subiscono una minore spolpatura dai macchinari, lasciando così una maggiore quantità di mucillagine intorno ai semi di caffè. Successivamente, anziché essere lavati come nel trattamento in umido, i semi vengono fatti essiccare. Questo procedimento permette ai semi di assorbire molti più zuccheri e aumentare il carico di aromi. Per questo motivo, il caffè ottenuto da questo tipo di lavorazione, si chiama "honey". In base alla quantità di mucillagine che viene lasciata intorno al seme, si possono ottenere generalmente fino a quattro colorazioni differenti di semi: white honey, yellow honey, red honey e black honey.

## Stoccaggio e trasporto

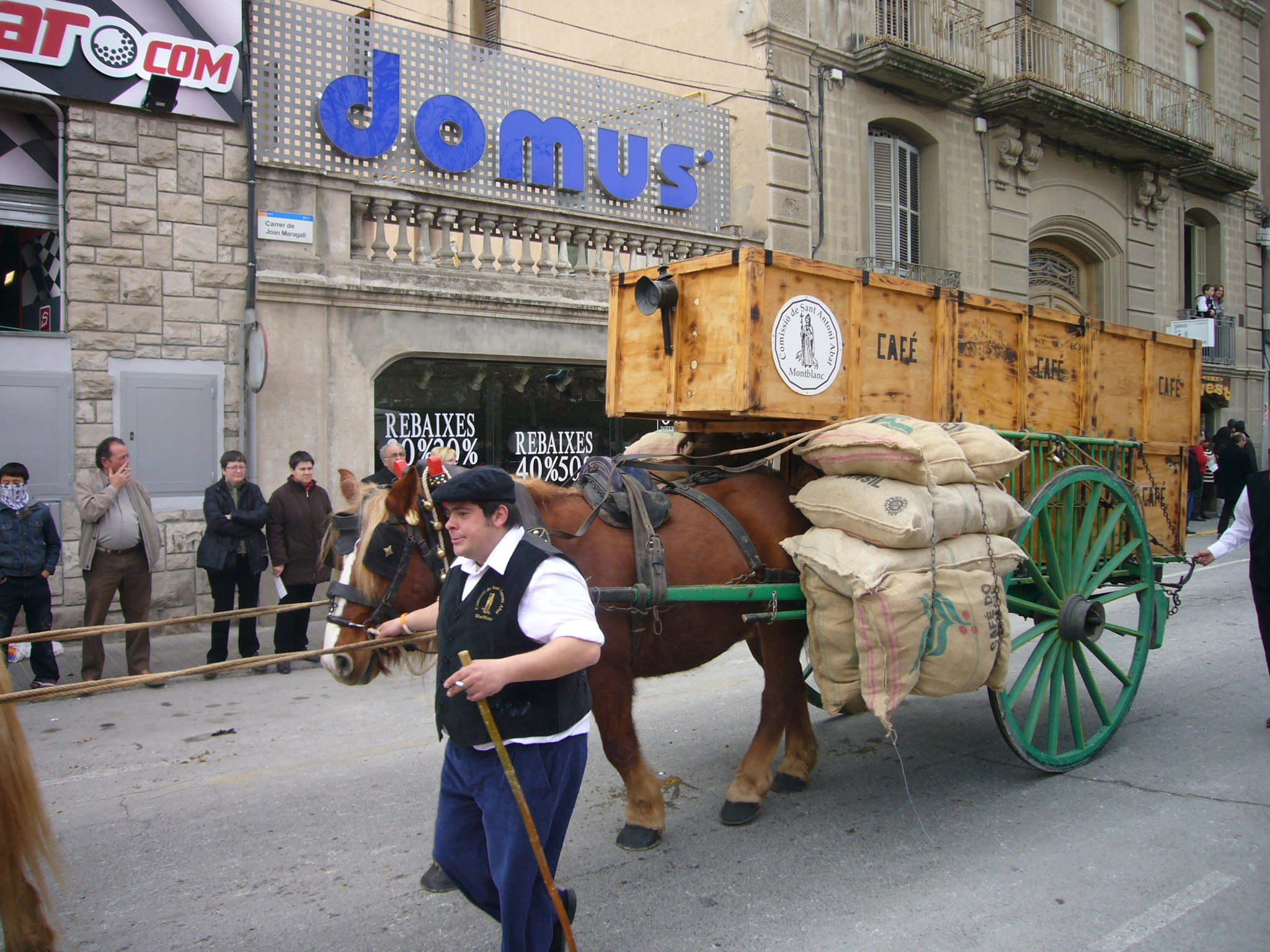
Trasporto di sacchi di caffè

## Tostatura

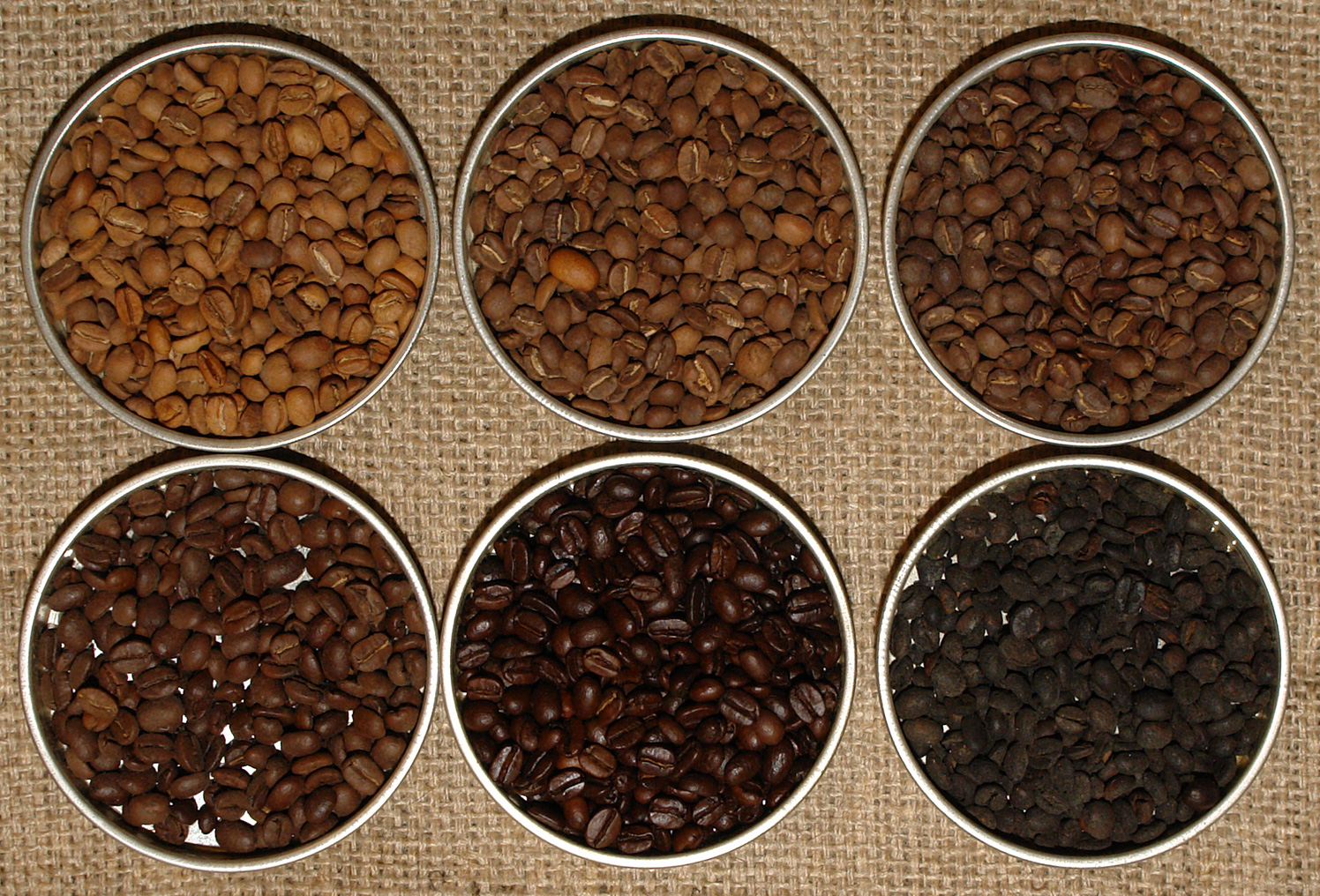
Chicchi di caffè con diversi gradi di tostatura

### Tostatura artigianale
Pellegrino Artusi dava alcuni consigli sulla tostatura artigianale (ovvero "fatta in casa") dei chicchi di caffè. Dopo aver raccomandato la massima attenzione, in quanto da questa dipende la buona riuscita della bevanda, il primo consiglio è quello di usare legna anziché carbone, per regolare meglio il calore.
Quando il caffè comincia a crepitare e far fumo, il tostino va scosso spesso, mentre si deve aver cura di levarlo appena ha preso il colore castano-bruno e prima che emetta l'olio (a Firenze, in tempi antichi, per arrestarne subito la combustione lo si distendeva all'aria aperta); pessimo sarebbe invece chiuderlo fra due piatti, perché in questo modo potrebbe appunto diffondere l'olio essenziale, con susseguente perdita dell'aroma (va detto che il caffè perde nella tostatura il 20%).
Il maestro torrefattore Gianni Frasi spiega che la torrefazione artigianale è fondamentale al fine di ottenere un caffè di alta qualità ("l'immersione nella fiamma diretta è purificazione, rende vivo un chicco morto", "la dignità del chicco può essere garantita solo dalla fiamma viva"). Secondo il Frasi, il chicco può definirsi perfettamente tostato quando assume una particolare sfumatura color "tonaca di frate" che può essere ottenuta solo in un preciso istante del processo e che l'artigiano deve saper cogliere a vista. Tale particolare colorazione è la prova che tutti gli aromi in potenza del chicco verde sono stati sprigionati.
Fino al 1960 l'Italia contava circa 9 500 torrefazioni artigianali, la Francia quasi 10 000 e la Germania oltre 8 500. Nel 2018 vi erano rispettivamente 450, 45 e 196 attività.

## Macinazione

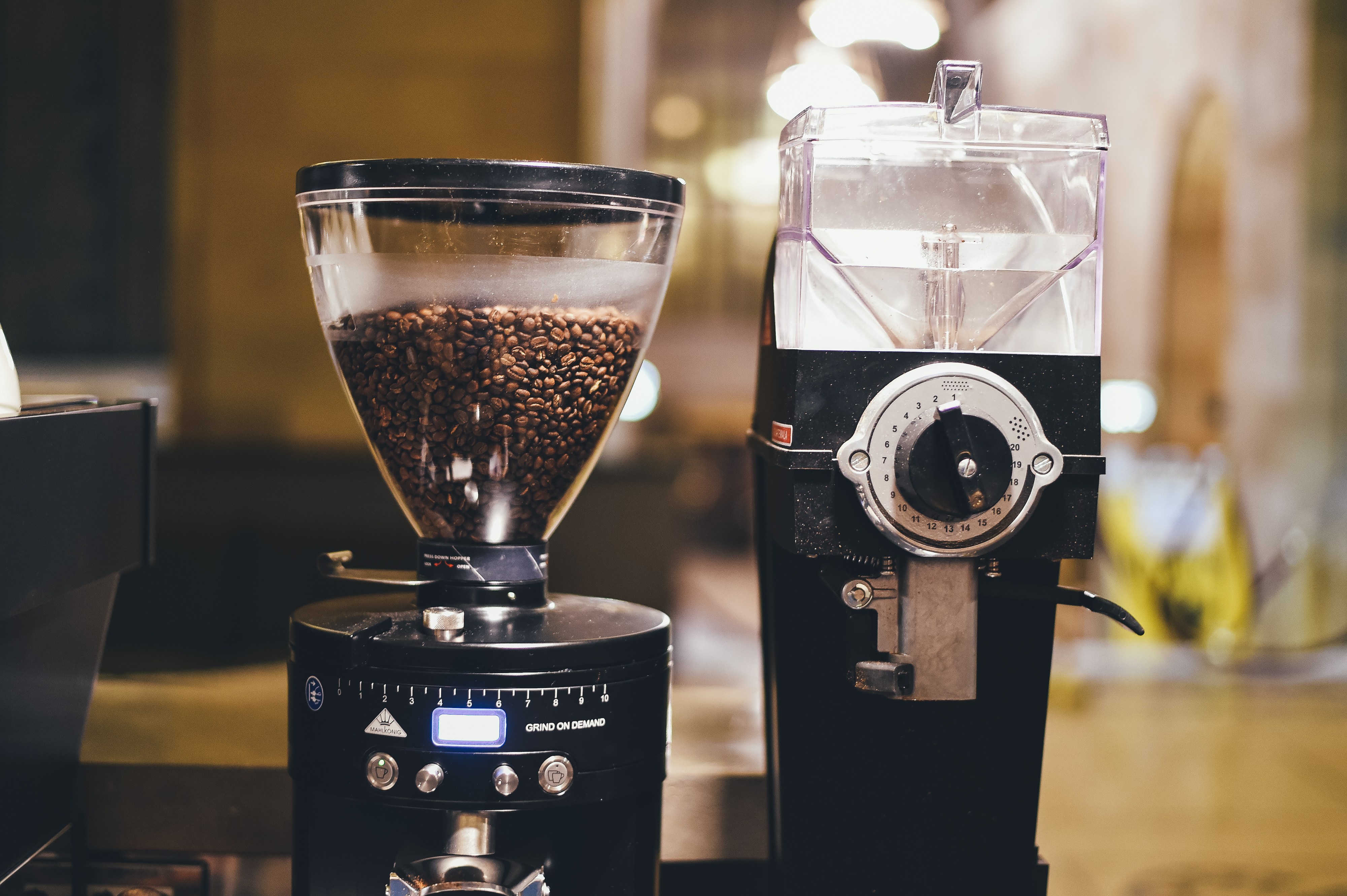
Esempio di macchina per macinare caffè

La macinazione è un processo meccanico che trasforma il chicco tostato in caffè macinato, in quanto il chicco intero, anche se tostato, contiene alcuni composti insolubili a contatto con l'acqua, i quali non verrebbero rilasciati in fase di preparazione della bevanda.
La macinazione, cioè la riduzione del chicco in particelle, aumenta in modo proporzionale anche la solubilità del caffè, rendendo possibile l'estrazione delle sostanze e dei composti aromatici. La macinatura ha un ruolo centrale nella corretta preparazione ed erogazione di un caffè, perché influenza il processo di estrazione e di conseguenza la consistenza e il sapore del prodotto finale.
Il grado di macinatura va regolato a seconda del tempo di contatto tra l'acqua e la miscela. La regola per una corretta macinatura è che tanto più fine è la polvere, tanto più breve dovrebbe essere la fase di estrazione. Una miscela dalla granulometria sbagliata rispetto al metodo di estrazione può produrre un caffè sottoestratto, dal sapore annacquato, o sovraestratto, che sa di bruciato.
| Tipo di macinatura | Metodo di estrazione  |
| ------------------ | --------------------- |
| Extra grossa       | Cold brew             |
| Grossa             | Caffettiera francese  |
| Medio grossa       | Chemex, Caffè filtro  |
| Media              | Siphon, Caffè filtro  |
| Medio fine         | Moka                  |
| Fine               | Macchine per espresso |
| Extra fine         | Ibrik                 |

## Preparazione

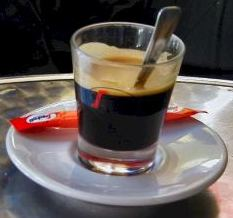
Caffè espresso nel bicchierino trasparente, detto al vetro.

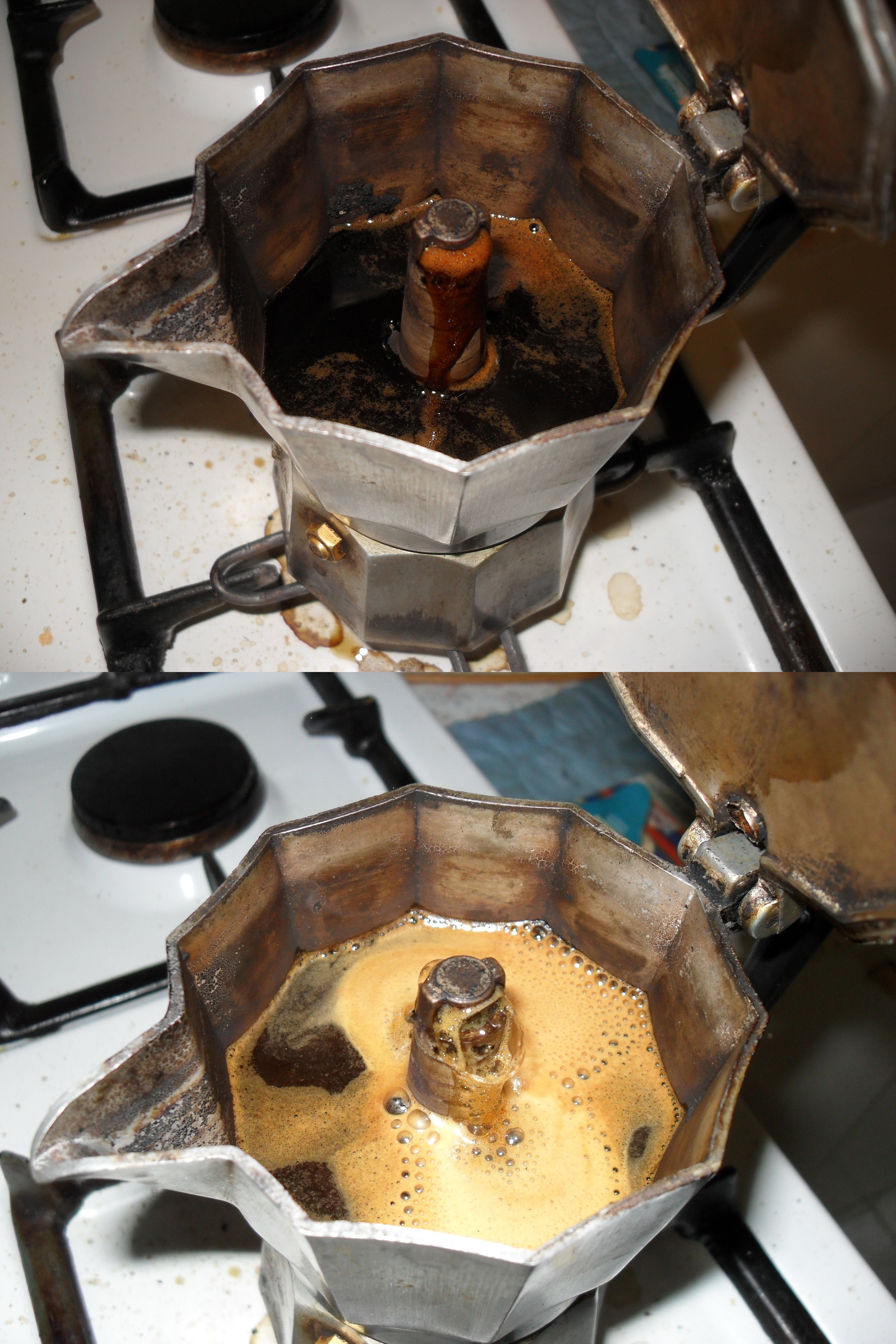
Caffè preparato con la moka.

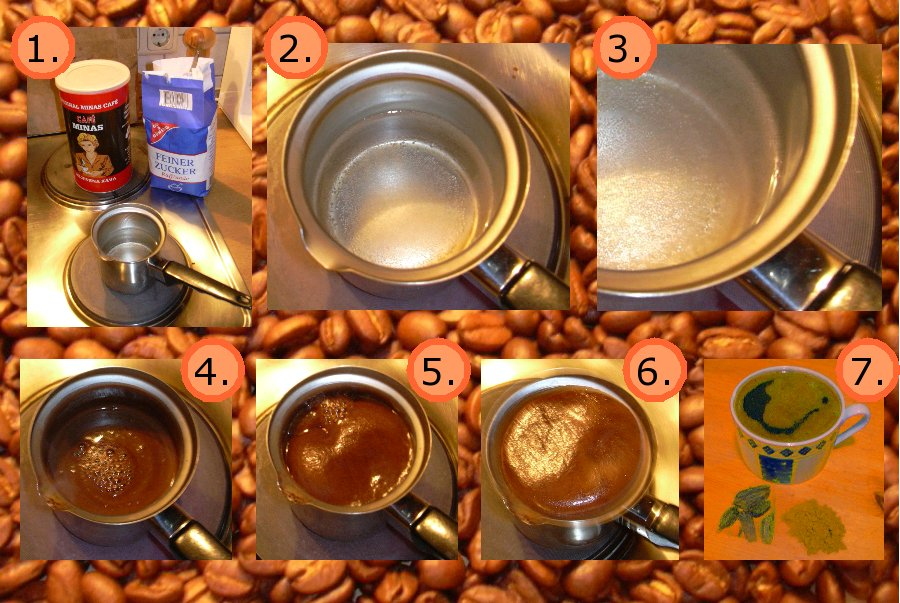
Preparazione del caffè turco.

### Estrazione tipo espresso
- Caffè espresso, detto anche «caffè normale» in Italia.[31]
  - Caffè decaffeinato
  - Caffè al vetro è servito in un bicchierino di vetro anziché in una tazzina di porcellana
  - Caffè corto o ristretto è un espresso molto ridotto, talvolta fino a poche gocce soltanto. Il caffè preparato in questo modo esprime al massimo l'aroma della bevanda e ha un contenuto di caffeina molto basso. È tipico dell'Italia (è quasi impossibile avere un vero caffè ristretto in paesi esteri)
  - Caffè lungo è ottenuto con le macchine espresso facendo defluire più acqua del solito. Sebbene sia meno concentrato, contiene più caffeina di quello "normale", e ancor più di quello ristretto, perché, grazie a una maggiore quantità di acqua, dalla stessa quantità di caffè viene estratta più caffeina
  - Caffè americano o semplicemente americano è un espresso allungato con acqua
  - Caffè macchiato si ottiene aggiungendo al caffè una «macchia» (ovvero una piccola quantità) di latte o, più raramente, di panna
    - Caffè schiumato è un tipo di caffè macchiato in cui il latte aggiunto è caldo e spumoso

  - Caffè corretto si ottiene aggiungendo al caffè espresso del grappa, anice o altro alcolico o superalcolico
    - Moretta fanese
    - Ponce
    - Resentin
- Caffè moldavo
- Caffè alla nocciola
- Cappuccino
  - Mocaccino è un cappuccino classico con una piccola dose di cioccolata calda.
  - Babyccino è il cappuccino per i bambini, più piccolo e decorato con schiuma, marshmallow, cacao, ecc.
- Caffè messicano
- Caffè freddo è un semplice caffè servito dopo essere stato raffreddato in frigo (solitamente d'estate nelle zone del sud Italia)
- Caffè in ghiaccio
  - Caffè in ghiaccio con latte di mandorla
- Caffè shakerato è un caffè con ghiaccio agitato nello shaker
- Marocchino si prepara versando nel bicchierino di vetro prima la schiuma del latte e poi il caffè; spesso viene aggiunto anche del cioccolato o del cacao.
- Melange viennese
- Caffè doppio lungo
- Caffè doppio ristretto
- Caffè corto con fettina di arancia
- Caffè frappé è un'invenzione greca a base di caffè istantaneo, zucchero e acqua
- Irish coffee
- Jamaican coffee è simile all'Irish coffee, ma con il rum al posto del whiskey
- Caffè alla valdostana
- Café du campagnard
- Caffè brasiliano si prepara versando in un bicchierino di vetro un cucchiaino di zucchero, un dito di Baileys e un dito di spuma di latte, si versa quindi il caffè e si spolvera con cacao amaro[32][33]
- Caffè macchiato caldo o freddo con più un 20% di latte può variare da caldo a freddo, spesso si trova già freddo sul banco
- Carajillo

### Estrazione non espresso

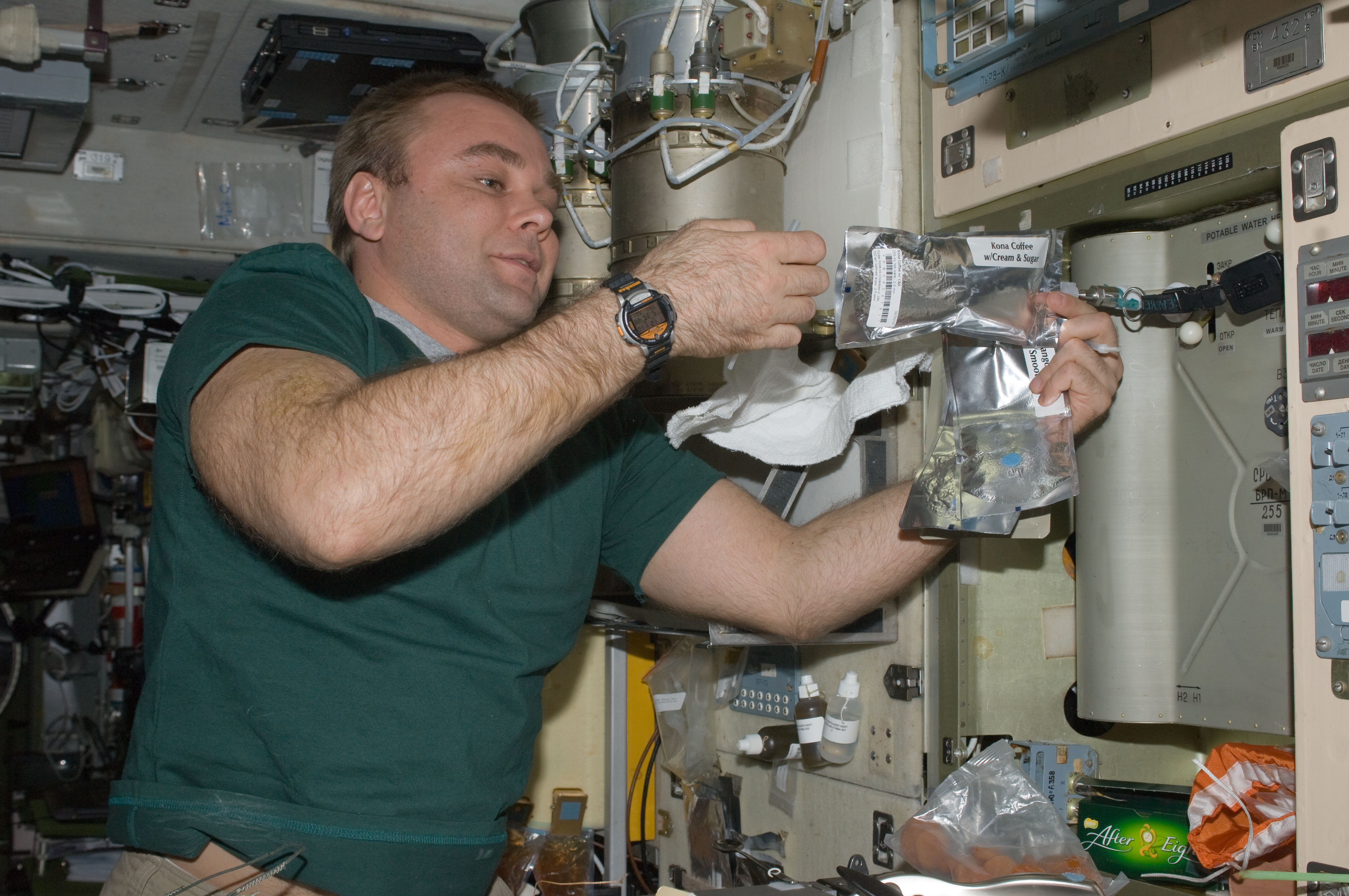
Caffè preparato nello spazio, sulla Stazione spaziale internazionale.

- Caffè all'americana o caffè filtro si prepara non partendo dall'espresso, ma versando acqua calda su un filtro di carta riempito di polvere macinata grossolanamente, meno fine di quella destinata alla moka. Si adoperano macchine elettriche o portafiltri in plastica, vetro o ceramica. Dal tempo che impiega l'acqua per attraversare la polvere dipende la corretta estrazione della parte aromatica; di solito va da un minuto e mezzo a due.
- Café de olla
- Caffè napoletano, preparato con la caffettiera napoletana.
- Caffè francese
- Caffè turco

### Altre bevande con caffè
- Caffellatte
- Caffè cortado
- Latte macchiato
- Cappuccino
- Espressino
- Caffè verde

### Bevande che non contengono vero caffè
- Caffè d'orzo si definisce "caffè" in senso lato poiché non utilizza chicchi di caffè nella preparazione.
- Caffè al ginseng

### Scarti della preparazione
I fondi di caffè sono i chicchi macinati che restano dopo la preparazione del caffè. Si tratta di un rifiuto organico che può prestarsi a diversi riutilizzi.
La preparazione del caffè con l'utilizzo delle capsule ha ridotto la possibilità di riciclare i fondi di caffè e, anzi, creato una nuova fonte di rifiuti difficili da differenziare e riciclare.

## Proprietà chimiche

Formula di struttura della caffeina.

La composizione esatta del caffè dipende da diversi fattori, tra cui il tipo (varietà Arabica o Robusta), la provenienza geografica e le condizioni di tostatura, confezionamento e stoccaggio.
I chicchi di caffè tostati contengono centinaia di sostanze chimiche volatili che ne determinano l'aroma, 800 delle quali sono state identificate, ma molte altre potrebbero essere identificate in futuro. Secondo uno studio pubblicato sul Journal of Agricultural and Food Chemistry, i composti che caratterizzano il caffè sono sei: acido acetico, 2-metilpirazina, furfurale, 2-furfuril alcol, 2,6-dimetilpirazina e 5-metilfurfurale. I composti volatili più abbondanti sono invece 5-idrossimetilfurfurale, furfuril alcol, 6-metil-3,5-diidrossi-4Hpiran- 4-one, 5-idrossimetilfurfurale, γ-butirrolattone e catecolo, con percentuali particolarmente variabili a seconda del metodo di tostatura adottato.
In media, 100 grammi di chicchi di caffè contengono:
- acqua: 4,1 g
- proteine: 10,4 g
- lipidi: 15,4 g
- carboidrati disponibili: 28,5 g

La composizione varia a seconda del metodo di preparazione (moka, espresso, ecc.), che determina una concentrazione maggiore o minore di acqua, oltre allo zucchero aggiunto e ad abbattimento delle sostanze più volatili, che evaporano in parte a causa dell'elevata temperatura.
Il caffè ha un pH pari a 5, risultando così più acido del latte ma meno acido dell'aceto e del succo di limone.

## Effetti sulla salute

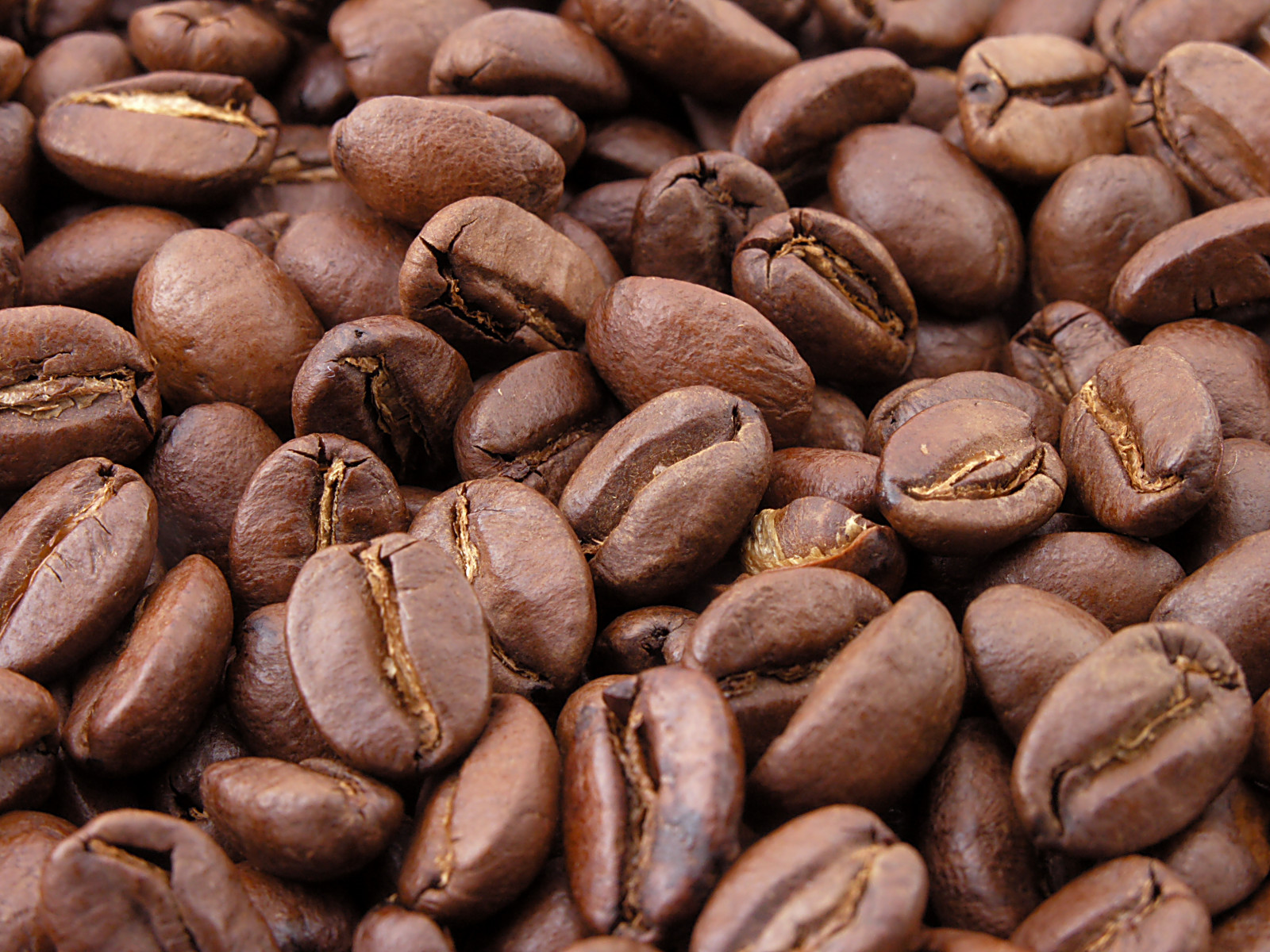
Chicchi di caffè appena tostati.

La Food and Drug Adminstration raccomanda di « [...] evitare se possibile i cibi, le bevande e i medicinali che contengono caffeina, o comunque consumarli solo raramente».
Molti ricercatori sconsigliano il caffè decaffeinato, cioè quello contenente meno del 0,1% di caffeina, sottolineando che per eliminare la caffeina si usa un solvente tossico, del quale rimarrebbero tracce, che tuttavia per legge non dovrebbero superare una soglia, considerata dai detrattori comunque troppo alta (es. etilmetilchetone, ammesso nella musura 20 mg/kg, forma tossine se subisce reazioni di condensazione). In realtà molte aziende adottano metodi di produzione del decaffeinato che non necessitano di solventi realmente tossici e che si possono considerare sicuri.
Già verso la fine del XVI secolo i botanici iniziarono ad analizzare le proprietà della bevanda. Dopo Rauwolf, nel 1713, il botanico francese Antoine de Jusseieu realizzò una delle più significative pubblicazioni scientifiche sulle proprietà del caffè. A coloro ai quali il caffè causa eccitamento (può provocare in soggetti predisposti episodi di tachicardia sinusale, quindi cardiopalmo, oppure insonnia) consiglia di astenersene o di usarlo con moderazione; l'effetto potrebbe essere mitigato mescolandovi un po' di cicoria oppure orzo tostato. Afferma che l'uso costante potrebbe neutralizzare gli effetti negativi del caffè su molte persone, ma potrebbe anche nuocere, essendovi dei temperamenti tanto eccitabili da non essere correggibili. Pellegrino Artusi sostiene che il caffè deve essere vietato ai più giovani.
Secondo il medico Paolo Mantegazza, patologo e igienista, il caffè, contrariamente a quello che si pensa, «...non favorisce in alcun modo la digestione»; tuttavia bisogna distinguere: mentre su alcuni non ha effetti particolari, nelle persone sensibili alla bevanda può agire sul nervo pneumogastrico, stimolando la digestione.
Presa alla mattina a digiuno, una tazzina (10 cL) di caffè con un cucchiaino di zucchero apporta 45 calorie.
Prima di mettersi in viaggio il caffè non è consigliato, se non dopo aver mangiato. È vero che è uno stimolante e facilita l'attenzione, ma favorisce anche un'ipersecrezione gastrica fastidiosa, soprattutto a stomaco vuoto. Il caffè mescolato al latte bollente (il famoso cappuccino) ha la proprietà di bloccare l'appetito, perché l'alta temperatura fa reagire l'acido tannico del caffè con la caseina del latte, dando luogo al tannato di caseina, difficile da digerire.
Agli acidi clorogenici presenti nel caffè sono stati attribuiti effetti sul metabolismo del glucosio perché dalle sperimentazioni in vitro risultano inibire un'eccessiva produzione degli enzimi α-glucosidasi e glucosio-6-fosfatasi, che attivano la conversione di non-carboidrati e glicogeno in glucosio, suggerendo che possano modificare l'assorbimento del glucosio nell'intestino tenue.
Alcuni studi sull'uso moderato di caffè decaffeinato senza zuccheri mostrano una riduzione del rischio di diabete di tipo 2. Sono noti derivati dell'acido clorogenico che sono antiossidanti e agenti ipoglicemici. Queste proprietà antiossidanti, che prevengono il diabete, sono associate in particolare al caffè verde che contiene un'alta concentrazione di questi acidi e, diversamente dal caffè tradizionale, non viene tostato e quindi non perde tale valore nutrizionale.
Al consumo moderato di caffè è stata associata una riduzione del rischio di insorgenza del cancro del colon-retto, del carcinoma della bocca, del carcinoma epatocellulare e del cancro alla prostata.
Altri studi collegano una riduzione del rischio di cirrosi epatica in coloro che bevono anche caffè.
Uno studio condotto per 7 anni su 170 000 pazienti privi di cancro o malattie cardiovascolari pregresse ha evidenziato che un moderato consumo di caffè è associato a una riduzione del rischio di mortalità. La metà dei pazienti non faceva uso di dolcificanti, mentre la maggioranza di coloro che li usavano aggiungeva 1,5 cucchiaini di zucchero.

## Qualità
Secondo Artusi, così come diverse qualità di carne fanno il brodo migliore, da diverse qualità di caffè, tostate separatamente, si ottiene un aroma più grato. Per Artusi, la miscela ideale dovrebbe essere composta da 250 g di Porto Rico, 100 di Santo Domingo e 150 di Moka, oppure da 300 g di Portorico con 200 di Moka. Con 15 g di polvere si può fare una tazza di caffè abbondante; ma quando si è in parecchi, possono bastare 10 g a testa per la solita tazzina.
Il caffè più costoso del mondo, il kopi luwak, si produce in Indonesia. La produzione è dell'ordine dei 50 kg l'anno; costa all'incirca 500 € al kg. La particolarità del kopi luwak risiede nel fatto che i chicchi di caffè vengono mangiati e digeriti dallo zibetto delle palme (luwak), raccolti poi a mano e tostati normalmente.
Gli esponenti della Cup of Excellence (giuria che assegna gli Oscar del caffè) valutano alcuni parametri ritenuti fondamentali, quali l'aroma, la dolcezza, il sapore, l'acidità, la mancanza di difetti, il retrogusto. In genere la qualità dipende dall'ambiente in cui cresce la pianta, dalle pratiche adoperate nella coltura, dal tipo di lavorazione delle bacche, dal grado di maturazione e dall'omogeneità di esse.

### Conservazione
Artusi consigliava di tostare poco caffè per volta e conservarlo in un vaso di metallo ben chiuso, macinando sul momento solo il necessario, perché perde il profumo facilmente. Tenere i chicchi per 2-3 settimane a temperatura ambiente e a contatto con l'aria è sufficiente per alterare fortemente il gusto della bevanda e, nel caso dell'espresso, far venire meno la crema in superficie; ciò è dovuto all'irrancidimento dell'olio contenuto nel caffè. Attualmente i materiali usati dall'industria per il confezionamento sono abbastanza impermeabili all'aria da permetterne una buona conservazione anche nel proprio barattolo o busta.

## Economia

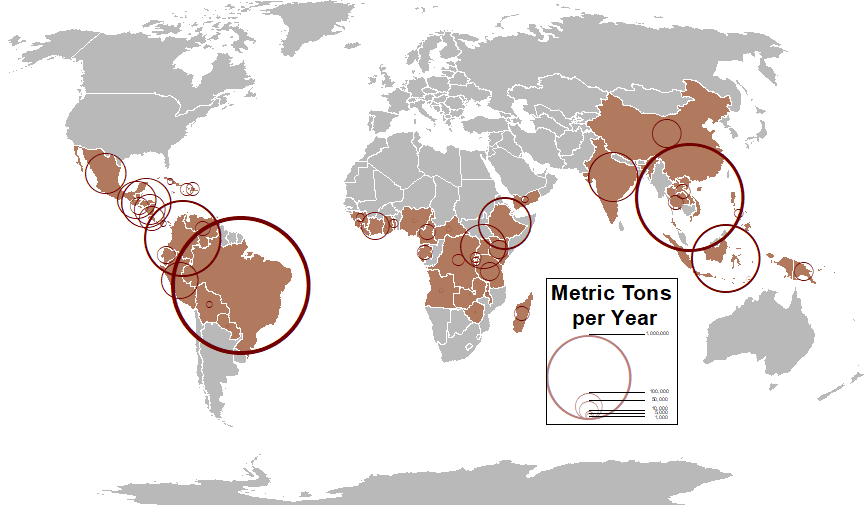
Esportazioni di caffè

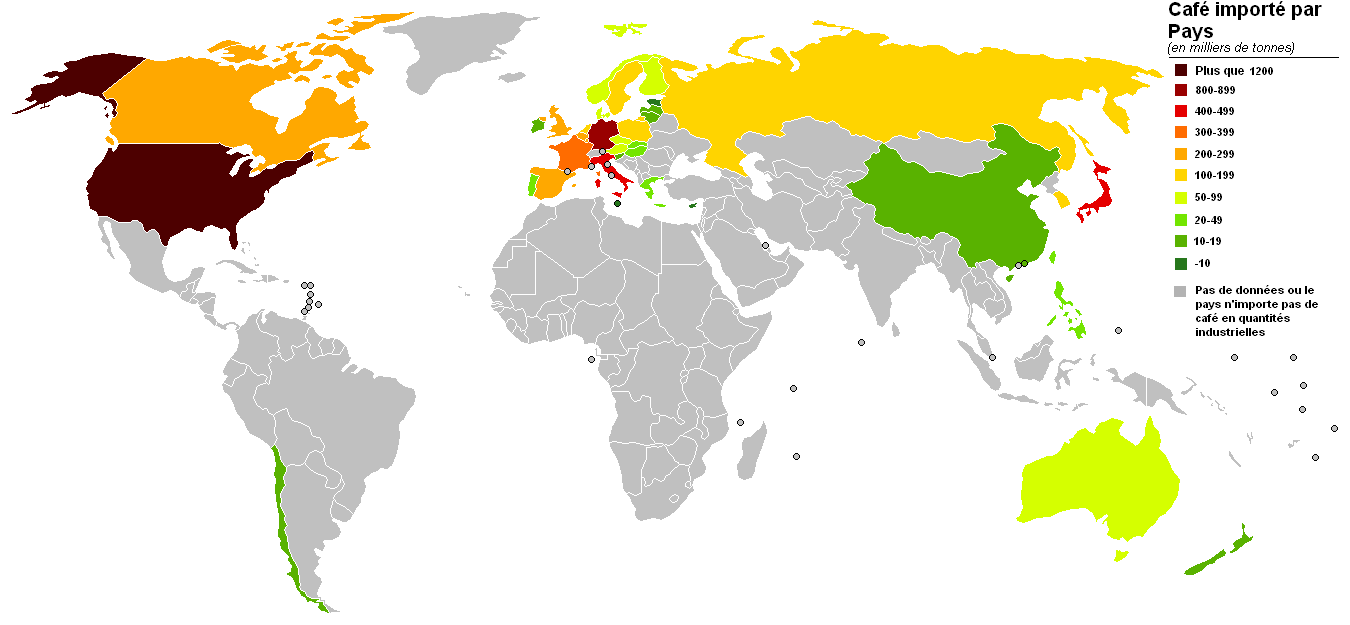
Importazioni di caffè (2005).

Consumo di caffè pro capite.

A livello macroeconomico, il caffè è un prodotto che può fornire riflessioni interessanti. Ad esempio, dal 1980 al 2002 il prezzo del caffè crudo è diminuito del 70%. Nel 2003 il prezzo dell'arabica sul mercato internazionale era di 40 dollari per cento libbre, meno della metà dei costi medi di produzione (circa 90 dollari). Il Commercio equo-solidale nello stesso anno lo pagava più di tre volte tanto, 141 dollari per 100 libbre.
Secondo l'ONG Oxfam, nei primi anni novanta il valore commerciale globale del caffè era di circa 30 miliardi di dollari, di cui 12 miliardi rimanevano ai paesi d'origine; tra il 2000 e il 2001 era arrivato a 65 miliardi, di cui solo 5,5 miliardi restavano ai paesi produttori. Per porvi rimedio, Oxfam International ha avviato una campagna di informazione.
Il mercato globale del settore consta di circa 90 000 milioni di dollari. Quasi un terzo è prodotto in Brasile, che raccoglie mediamente 32 milioni di sacchi (un sacco equivale a 60 kg) e ne esporta circa 27 milioni. Nel 2006 deteneva una scorta di 40 milioni di sacchi. Al secondo posto c'è il Vietnam, che ha superato la Colombia grazie alla sua vicinanza al mercato cinese che ha visto aumentare notevolmente i consumi. Altri grandi produttori sono Indonesia, Messico, India ed Etiopia.
Il Salone Internazionale del caffè attesta una crescita costante del numero degli espositori che rappresentano tutti i settori merceologici, dai comparti legati alla lavorazione del caffè, compresi liofilizzazione, decaffeinizzazione, confezionamento, agli enti portuali e spedizionieri, associazioni e agenzie di promozioni. Spiccano i comparti bar, gelateria e pasticceria (45%) e ristoratori (36%), seguiti da torrefattori (14%), produttori (3%) e broker del caffè (2%).

Consumo e prezzo del caffè nel mondo (2023).

A occuparsi di questa merce, tra le più scambiate insieme a petrolio e acciaio, è l'Organizzazione Internazionale del Caffè (OIC).
| N° | Principali esportatori al 2019 | Principali esportatori al 2019 | Principali importatori al 2019 | Principali importatori al 2019 | Principali consumatori al 2017 | Principali consumatori al 2017 |
|    | Paese                          | Tonnellate                     | Paese                          | Mld di dollari                 | Paese                          | Kg/Anno pro capite             |
| -- | ------------------------------ | ------------------------------ | ------------------------------ | ------------------------------ | ------------------------------ | ------------------------------ |
| 1  | Brasile                        | 2 652 000                      | Stati Uniti                    | 5 525                          | Finlandia                      | 12                             |
| 2  | Vietnam                        | 1 650 000                      | Germania                       | 3 149                          | Norvegia                       | 9.9                            |
| 3  | Colombia                       | 810 000                        | Francia                        | 1 934                          | Islanda                        | 9                              |
| 4  | Indonesia                      | 660 000                        | Italia                         | 1 706                          | Danimarca                      | 8.7                            |
| 5  | Etiopia                        | 384 000                        | Belgio                         | 1 491                          | Paesi Bassi                    | 8.4                            |
| 6  | Honduras                       | 348 000                        | Paesi Bassi                    | 1 314                          | Svezia                         | 8.2                            |
| 7  | India                          | 348 000                        | Giappone                       | 1 178                          | Svizzera                       | 7.9                            |
| 8  | Uganda                         | 288 000                        | Canada                         | 1 170                          | Belgio                         | 6.8                            |
| 9  | Messico                        | 234 000                        | Spagna                         | 1 140                          | Lussemburgo                    | 6.5                            |
| 10 | Guatemala                      | 204 000                        | Regno Unito                    | 1 052                          | Canada                         | 6.2                            |

### Operatori commerciali
Il commercio del caffè è dominato da poche grandi multinazionali. Una élite di 20 società, di cui una sola proviene da un paese produttore, controlla più di tre quarti del mercato del caffè. Gli operatori commerciali più importanti sono: Neumann Kaffee (Germania), Volcafè-EDF Man (Svizzera), Cargill (USA), Esteve (Brasile/Svizzera), Sucafina (Svizzera), Coffee Clipper (Svizzera), Aron (USA), Dreyfus (Francia), Mitsubishi (Giappone). Alcuni grossi distributori di caffè come Sara Lee/De e Nestlé possiedono società d'importazione proprie, le quali controllano l'intera filiera del caffè, dal raccolto al consumatore. Grazie alla leadership che si sono assicurate spesso pagano ai produttori un prezzo più basso di quello di mercato, facendo leva sulla quantità acquistata.

### Mercato del caffè
Il Coffee C è il contratto futures con cui si scambia il caffè arabica sui mercati finanziari; per la qualità robusta è il Robusta Coffee. Entrambi sono regolamentati dallo standard internazionale della Intercontinental Exchange (ICE).

#### Fattori
Il prezzo del caffè è influenzato da molti fattori.
- Geopolitica: i primi cinque paesi produttori rappresentano due terzi della produzione globale, e i due maggiori, Brasile e Vietnam, fanno spesso circa la metà della produzione annuale. Tutti questi paesi hanno storie di instabilità politica. Crisi politiche come vuoti di leadership o scandali di corruzione possono innervosire i mercati e creare preoccupazioni per le interruzioni delle forniture.
- Clima: storicamente le fluttuazioni del prezzo del caffè si devono principalmente agli eventi meteorologici negativi che hanno un effetto immediato sui rifornimenti e creano disequilibrio tra disponibilità e domanda. Le colture di caffè sono molto sensibili alle condizioni meteorologiche, hanno bisogno della giusta combinazione di pioggia e sole per ottenere il massimo rendimento. Quando questo non si verifica, l'offerta diminuisce e i prezzi salgono. La concentrazione della produzione in pochi paesi aggrava il problema. Il riscaldamento globale potrebbe provocare siccità a lungo termine con il conseguente aumento dei prezzi del caffè negli anni a venire.
- Reddito discrezionale: sebbene gran parte del mondo consumi regolarmente caffè, la bevanda non è un alimento base necessario allo stesso modo dei cereali. Pertanto, i modelli di reddito e spesa discrezionali possono svolgere un ruolo significativo nella variazione dei prezzi. Nelle regioni sviluppate come l'UE e gli Stati Uniti, le tendenze della disoccupazione e della retribuzione potrebbero determinare cambiamenti nel consumo di caffè. Nei mercati emergenti, la crescita economica complessiva potrebbe avere un impatto positivo sul consumo di caffè. In Cina, ad esempio, il modello alimentare tende a spostarsi verso quello occidentale man mano che l'economia si sviluppa. Anche se in Cina si beve più tè, nei prossimi anni il caffè potrebbe rivaleggiare con questa bevanda tradizionale.
- Trasporto e prezzi del petrolio: il trasporto dei chicchi verso le aziende e i consumatori richiede carburante, e il prezzo del petrolio, dovuto alle variazioni nell'estrazione o raffinazione, può avere un forte impatto sul prezzo del caffè.
- Problemi di salute della popolazione: la comunità medica ha prodotto prove contrastanti sugli effetti sulla salute del consumo di caffè. I sostenitori notano gli antiossidanti e le vitamine (B2, B5 e B1 (tiamina) e i benefici della bevanda per la prevenzione delle malattie. Ma in alcune persone la caffeina può causare ansia e disturbare il sonno, nonché creare dipendenza. La misura in cui il pubblico accoglie il messaggio positivo o negativo sul caffè potrebbe influire sulla domanda e sui prezzi della merce.
- Dollaro americano: le materie prime, compreso il caffè, vengono pagate in dollari USA. I venditori di caffè ricevono meno dollari quando la valuta statunitense è forte e più dollari quando è debole, cioè un dollaro forte può deprimere i prezzi, mentre un dollaro debole di solito fa bene.

#### Stagionalità
Il mercato del caffè è endemicamente instabile. Questo si esprime in primo luogo attraverso la fluttuazione del prezzo, la cui volatilità si basa sulla percentuale di variazione dei prezzi giorno per giorno.
Tuttavia, fino al 1989 il mercato rimase relativamente stabile nonostante le ripercussioni degli eventi atmosferici sulle piantagioni, fondamentalmente grazie ai vari accordi internazionali che disciplinavano il sistema delle quote. Tale sistema prevedeva che nel momento in cui i prezzi a livello mondiale scendevano sotto un certo livello, i paesi produttori potevano immettere sul mercato solo determinate quote, garantendo in questo modo una sorta di protezione. Il 4 luglio del 1989 questi accordi vennero meno e il mercato del caffè fu liberalizzato.
La deregolamentazione, dopo 27 anni di accordi tra produttori, ebbe ripercussioni di vasta scala sul mercato, che iniziò a essere controllato dal gioco della domanda e dell'offerta. In quell'occasione i paesi produttori vi riversarono tutte le scorte, causando il crollo dei prezzi. In buona sostanza, ora il meccanismo è il seguente: le fluttuazioni sono intrinseche al mercato del caffè; i prezzi alti incentivano i produttori a curare meglio le piante o a piantarne di nuove; di conseguenza, in fase avanzata delle nuove coltivazioni si ha l'incremento del volume e della qualità della produzione, che comporta l'abbassamento dei prezzi. I prezzi bassi inducono a una minor attenzione per le piantagioni, da cui la diminuzione della produzione e il rialzo dei prezzi; così il ciclo si ripete.
Non è, comunque, corretto intendere le fluttuazioni del mercato del caffè esclusivamente nell'ottica della domanda e dell'offerta. È vero che ogni variazione ha una causa di origine fisica, ma è dimostrabile anche la crescente influenza dei grandi investitori a partire dalla liberalizzazione del 1989. Il tipico gioco dell'investimento e della speculazione può essere così riassunto: quando i prezzi del caffè grezzo sono bassi, oppure quando si prevedono annate scarse, si investe in acquisti massicci, ovviamente di natura speculativa, poiché l'obiettivo è rivendere il prodotto con ampi margini di guadagno nel breve termine. Sul mercato mondiale questa improvvisa domanda porta automaticamente al rialzo dei prezzi, e il meccanismo rimane in funzione fintantoché gli investitori decidono di vendere, per realizzare il profitto, causando un crollo altrettanto improvviso dei prezzi sempre su scala mondiale. Oltre alle cause fisiche dunque, la speculazione acuisce le fluttuazioni dei prezzi sia verso l'alto sia verso il basso.

### Il ruolo del caffè nei paesi in via di sviluppo

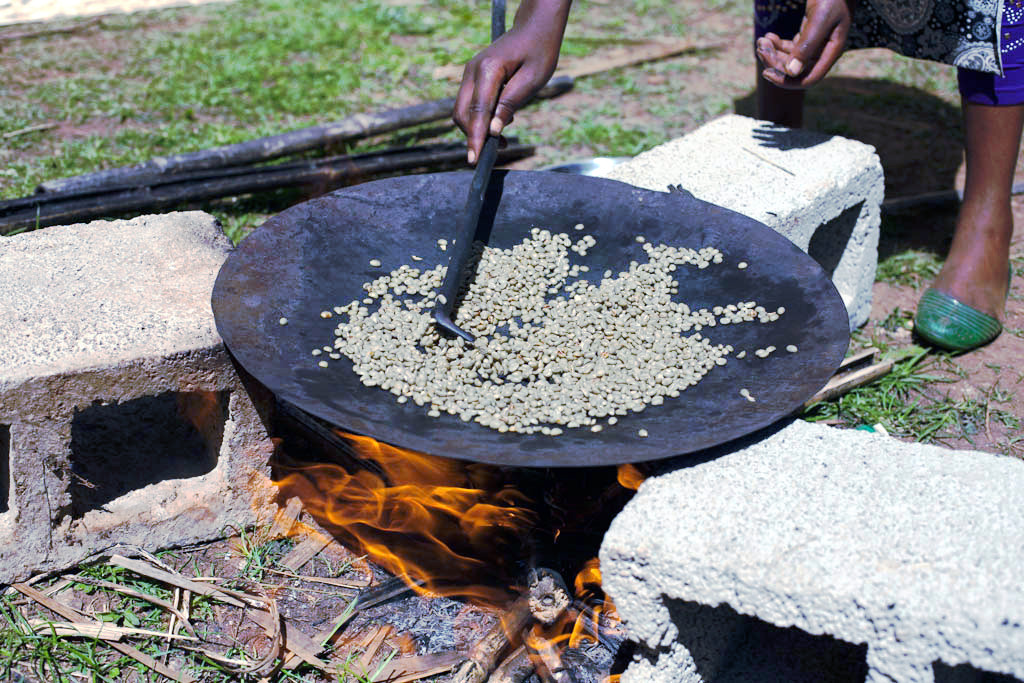
Tostatura tradizionale del caffè in Etiopia

Il caffè rappresenta la coltivazione più importante nei Paesi in via di sviluppo: per oltre 20 milioni di coltivatori e le loro famiglie costituisce l'unica fonte reale di reddito. In una dozzina di paesi dell'Africa orientale (ad esempio Uganda, Ruanda ed Etiopia) costituisce oltre la metà delle esportazioni. Anche nel Centro America resta la principale risorsa dell'economia.
Questo fatto non è positivo, soprattutto se si considera l'instabilità connaturata a questo mercato. Alcuni dei più grandi produttori di caffè del mondo, Brasile e Colombia, non sono totalmente dipendenti dal caffè (dall'esportazione di esso deriva meno del 10% del reddito). Ovviamente, i produttori traggono beneficio dai prezzi più elevati, ma chi ottiene i vantaggi più consistenti dall'improvviso aumento dei prezzi sono gli esportatori e gli speculatori. Questi ultimi, infatti, hanno la disponibilità delle scorte, sia fisicamente sia sulla carta.
La situazione dei piccoli coltivatori è molto diversa: dato il grave e persistente bisogno di liquidità, in genere vendono il caffè appena possono, talvolta quando i chicchi stanno ancora sulle piante. Lo stato di necessità non li mette in posizione idonea per negoziare il prezzo migliore. Dunque, quando i prezzi sono alti, i piccoli produttori tendono a vendere i propri raccolti ad acquirenti individuali, che pagano in contanti e subito, piuttosto che alla loro cooperativa che pagherebbe un prezzo più alto ma più tardi. Quando il prezzo si abbassa, i coltivatori tendono a rivolgersi alle cooperative.

### Il caso Etiopia
Il caffè è un'importante risorsa economica dell'Etiopia, che ne produce tre prestigiose qualità: Sidamo, Harar e Yirgacheffe. Il paese tenta di far registrare i nomi di queste tre varietà presso l'USPTO (l'ufficio americano dei brevetti). Il presidente etiope Girma Wolde Giorgis ha presentato la domanda nel 2005, ma la richiesta è bloccata da una nutrita fazione della National Coffee Association che preme affinché l'utilizzo dei nomi resti libero dal copyright.
Se la registrazione fosse approvata, le implicazioni sarebbero assai rilevanti per l'Etiopia, uno dei paesi più poveri del mondo, con un PIL pro capite di 160 dollari all'anno e aspettativa di vita media pari a 47 anni. In caso di vittoria legale, chiunque utilizzasse i chicchi delle tre qualità si troverebbe a dover pagare un diritto di sfruttamento del marchio all'Etiopia. Tutto ciò potrebbe far incassare al paese 88 milioni di dollari all'anno, con incremento sostanziale se raffrontato ai 156 milioni (2002) ricavati in toto dall'esportazione del caffè. Il caso ha suscitato molto scalpore dal momento che vede implicate una grande multinazionale della ristorazione (Starbucks Cafe) e una delle più consolidate e potenti ONG del mondo, Oxfam.
Nello specifico Oxfam accusa Starbucks di aver ostacolato e bloccato la registrazione delle tre varietà etiopi, mascherandosi dietro la National Coffee Association, di cui la multinazionale è uno dei membri più influenti. Starbucks nega di avere un ruolo nella regia di questa impasse e si difende pubblicizzando la propria politica commerciale recente, grazie alla quale il gruppo ha incrementato gli acquisti dal governo etiope del 400% in quattro anni, portando benefici ai coltivatori, a cui sarebbero stati pagati prezzi del 23% più alti rispetto al listino medio internazionale per le stesse qualità di caffè.
Queste spiegazioni non hanno soddisfatto Oxfam, che nel 2004 ha collaborato proprio con Starbucks sui progetti di sviluppo rivolti all'Etiopia e ha lanciato una campagna di sensibilizzazione, con l'intervento di Tadesse Maskela. Takela, capo di una cooperativa di produttori di caffè etiope, ha dato voce alla rabbia di 15 milioni di agricoltori che sopravvivono solo con la vendita del caffè, e ha fatto notare che Starbucks vende le qualità di Sidamo e Harar al prezzo di 26,29 dollari alla libbra, mentre ai contadini etiopi paga tra 30 e 59 centesimi.

### Sfruttamento dei lavoratori e dei minori

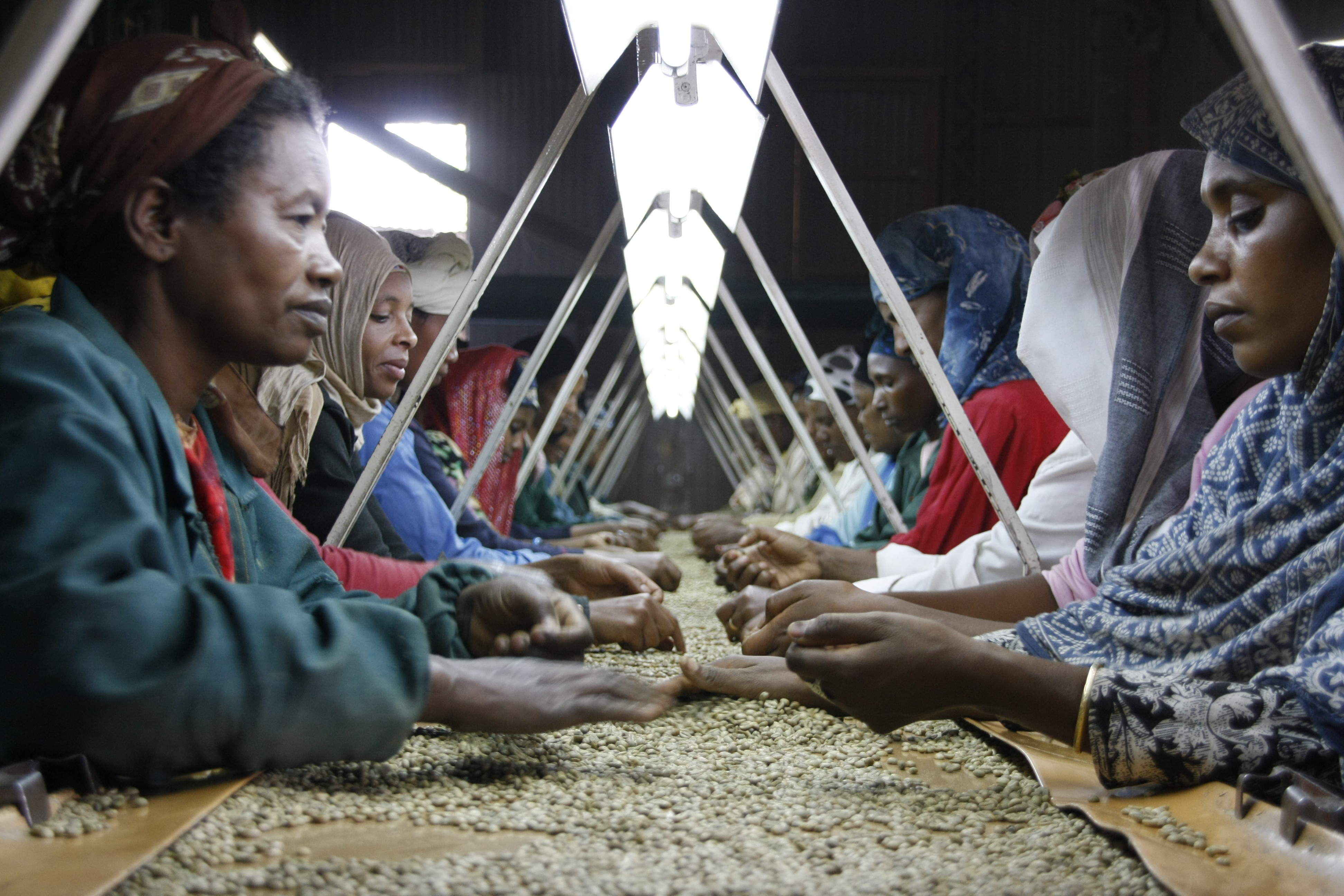
Lavoratrici etiope intente a selezionare chicchi di caffè

### Maltrattamenti animali

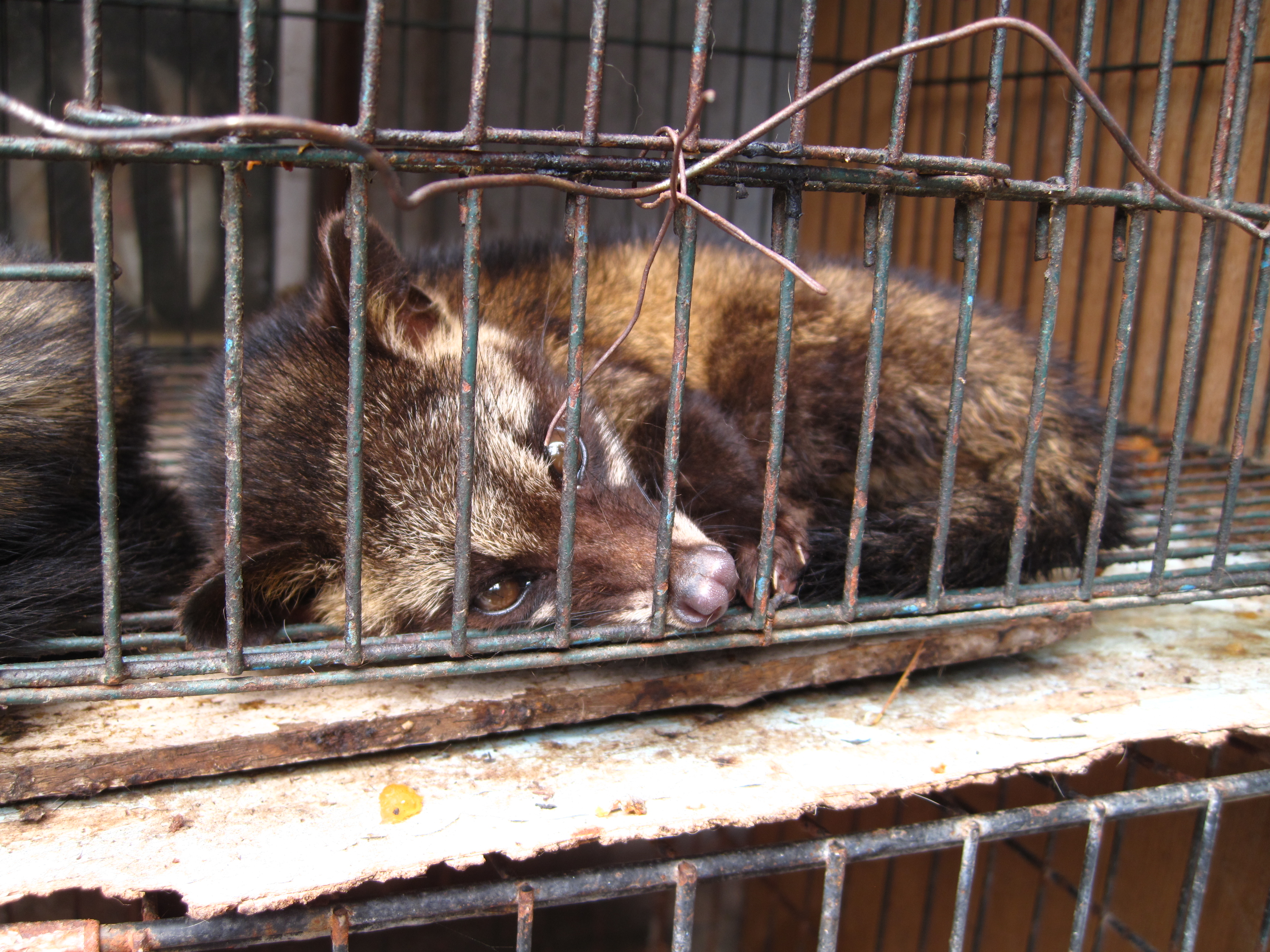
Musang chiuso in gabbia, costretto a cibarsi di caffè per la produzione del kopi luwak, ottenuto dai prodotti della digestione dell'animale

## Concorsi
Dal 2017 si svolge ogni anno a Forlì il concorso nazionale The greatest coffee maker, dedicato al mondo del caffè e all'utilizzo di esso nella caffetteria.